# Alpine Alpenglow
Ne pas confondre avec l'Alpenglow, qui est un phénomène optique.
Chronologie des modèles
Alpine Alpenglow (concept car) Aucun
L'Alpenglow ([alpɛnglo]) est une Hypercar du constructeur automobile français Alpine, destinée à préfigurer les tendances appliquées aux modèles de la marque à partir de 2023 en matière de style, de technologies utilisées ou d'engagement sportif.
Le prototype se décline sous la forme d'un concept car (Alpine Alpenglow), présenté au Mondial de l'automobile de Paris 2022 et de deux versions roulantes : l'Alpine Alpenglow Hy4, servant de « démonstrateur », présentée lors des 6 Heures de Spa 2024, et l'Alpine Alpenglow Hy6, version aboutie, présentée au Mondial de l'automobile de Paris 2024.
Le design et la technologie de l'Alpenglow doivent servir de source d'inspiration pour Alpine lors de la création de ses futurs modèles routiers ou de compétition. L'accent est mis sur l'engagement de la marque en matière de développement durable. Le moteur utilise de l'hydrogène en le brûlant par combustion interne. Cependant, la marque a précisé que d'autres moyens de propulsion propres (électricité et pile à combustible, moteur hybride à carburant durable de synthèse) sont aussi étudiés indépendamment du mode de propulsion choisi pour l'Alpenglow.
L'Alpenglow, par son design, est de type Hypercar, en suivant les proportions d'une voiture de la catégorie Le Mans Daytona h (LMDh). Sa ligne, caractérisée par une signature en forme de « V » sur tout l'avant de la voiture, optimise prioritairement son aérodynamisme. Elle fait partie des rares voitures à mesurer à peine plus d'un mètre de haut. Son habitacle en forme de goutte d'eau accueille des réservoirs d'hydrogène. Son intérieur et son extérieur utilisent des éléments transparents comme les pédales, les palettes du volant ou l'aileron arrière. Les jantes des roues sont en forme de flocon de neige.

## Contexte
L'Alpenglow s'inscrit dans une série de concept cars Alpine, avec notamment la Renault Alpine A110-50, présentée en 2012 pour fêter les 50 ans de la berlinette, puis l'Alpine Célébration et l'Alpine Vision GT, présentées en 2015 pour les 60 ans de la marque, et l'Alpine A110 E-ternité, le premier prototype électrique inspiré de l'A110 de 2017.

## Objectifs
À travers l'Alpenglow, la volonté d'Alpine est de laisser entrevoir ce que seront les futurs modèles de la marque, que ce soit d'un point de vue stylistique, sportif ou technologique. La firme dieppoise résume ainsi la fonction de la voiture : « L'Alpenglow incarne le renouveau de la marque Alpine en termes de design et de technologie pour ses modèles de course et de série. La source d'inspiration de toutes les futures Alpine. ». Selon le constructeur, l'Alpenglow va engendrer un vrai changement sur le design des prochaines voitures d'Alpine : c'est une source d'inspiration pour les futures Alpine de compétition, mais aussi pour le « Dream Garage » d'Alpine, constitué d'abord d'un trio d'automobiles comprenant l'Alpine A290 (segment B, 2024), l'Alpine A390 (segment C, 2025) et de la remplaçante de l'A110 (2026), puis d'autres modèles comme la remplaçante de l'A310, un cabriolet et deux SUV. Toutes sont 100 % électriques,,,,,, bien que le principe de propulsion à zéro émission prévu pour l'Alpenglow (par moteur à hydrogène) soit différent. Par ailleurs, avec le « Dream Garage », Alpine a développé sa propre « plateforme » de modèles : « la plateforme de performance Alpine » (APP).

## Dénomination

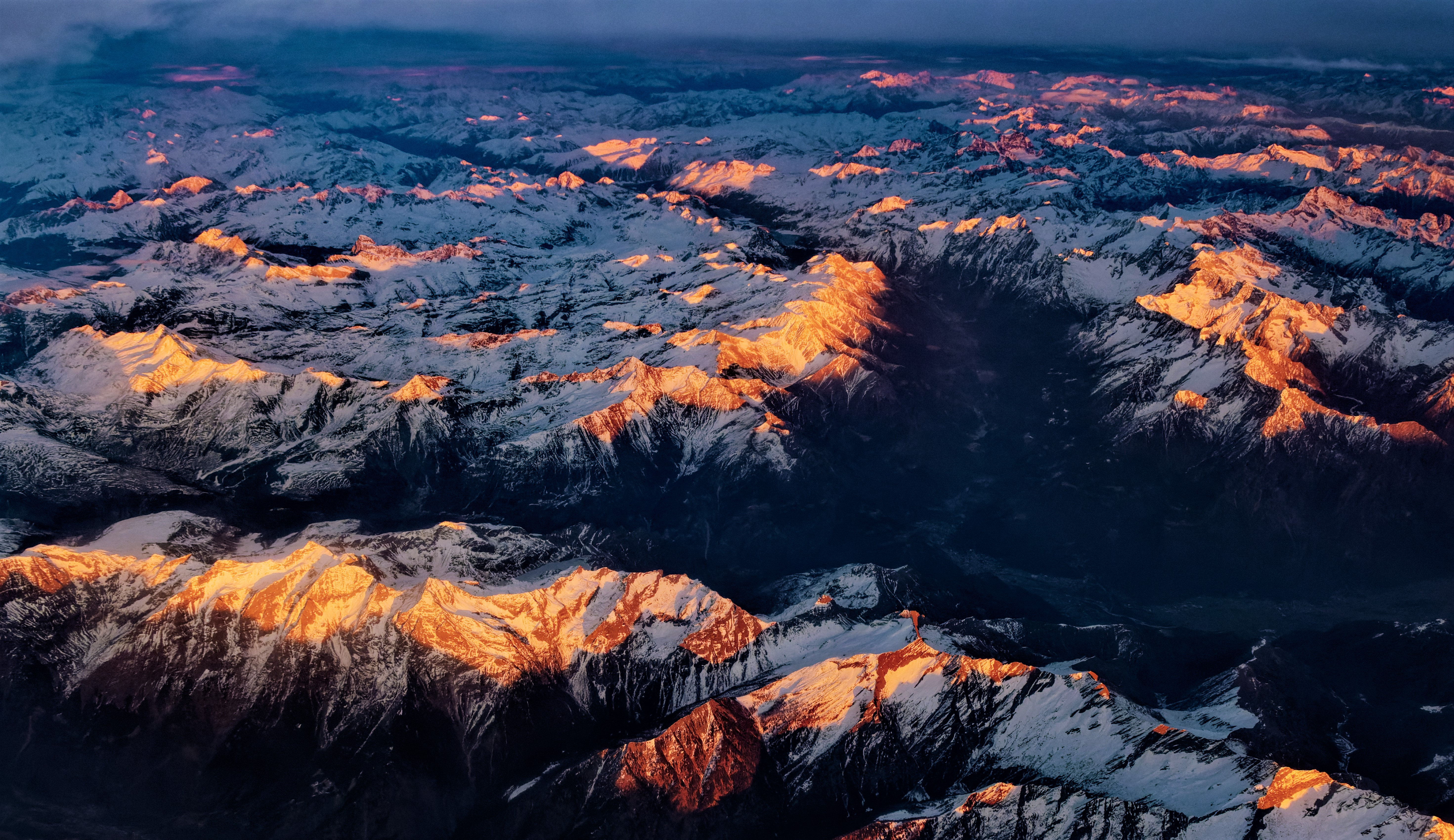
L'alpenglow sur les Alpes suisses.

Le terme « alpenglow » (en français : « Lueur des Alpes ») est un phénomène optique caractérisé par une lumière de couleur rosée ou orangée qui est aperçu sur les montagnes avant le lever et après le coucher du soleil. Alpine a donné le nom « Alpenglow » à son concept pour représenter son futur, mais surtout pour « évoquer les instants magiques et féeriques de ce phénomène lumineux ».

## Alpine Alpenglow (concept car)
Chronologie des modèles
Aucun Alpine Alpenglow
Alpine A424
Alpine A290
L'Alpenglow (sans autre sigle) désigne la phase conceptuelle de la lignée de prototypes  Alpenglow. Elle fut présentée au Mondial de l'automobile de Paris 2022.

### Présentations officielles
L'Alpenglow est d'abord annoncée par le constructeur le 13 octobre 2022 par une image sur le Web,,. Elle est ensuite présentée au Mondial de l'automobile de Paris 2022, du 17 au 23 octobre 2022. Elle fait partie des 15 stars françaises de ce salon. Lors de cette présentation, elle attire la curiosité des visiteurs venus découvrir son design, son intérieur, ou ses roues originales en forme de flocon de neige,,,,. Cependant, il ne s'agit que d'une maquette statique, le moteur n'ayant à cette date pas encore été pleinement développé.
Le prototype a également été présenté au festival de vitesse de Goodwood du 11 au 14 juillet 2024.

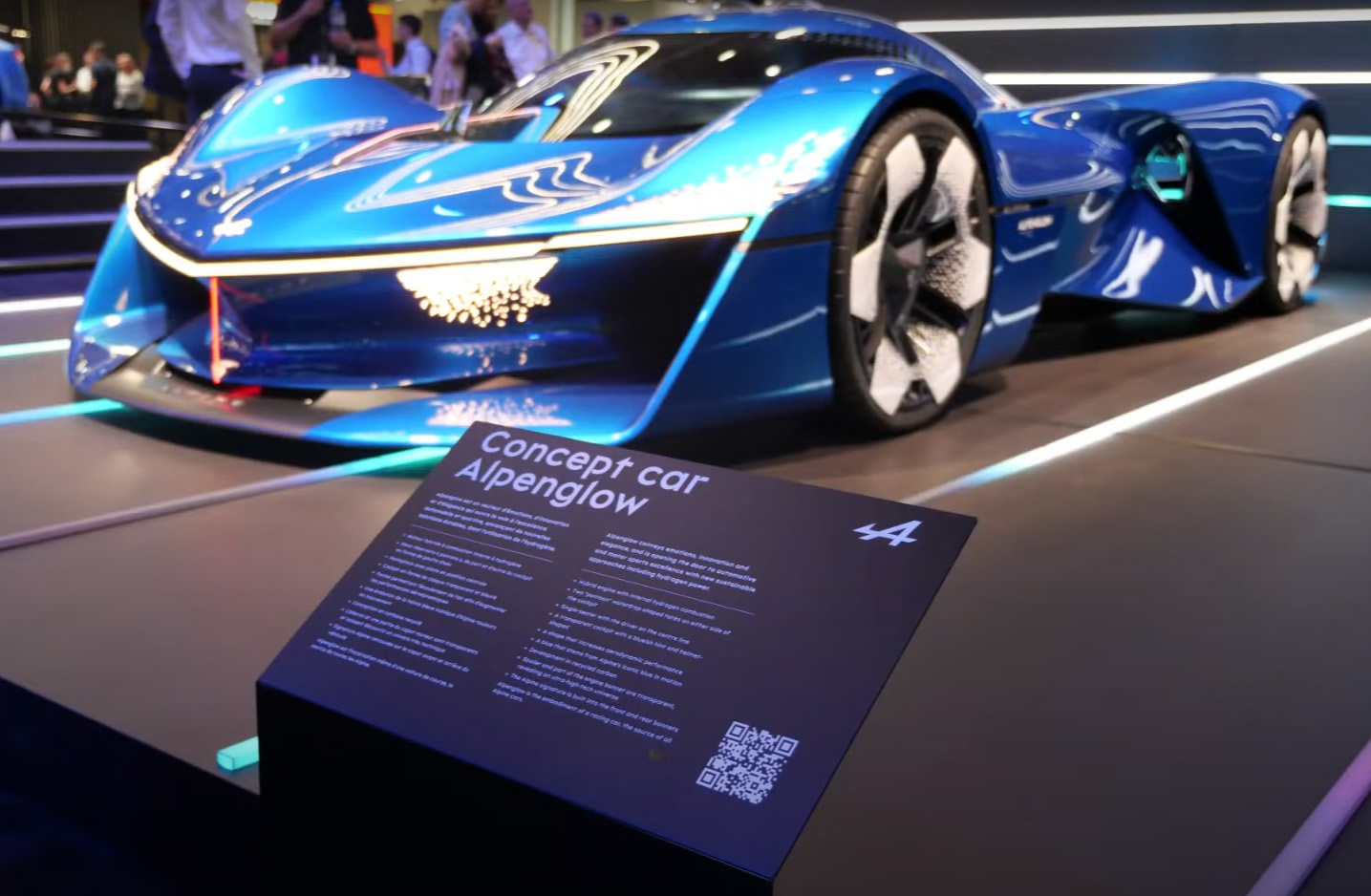
L'Alpenglow au Mondial de l'automobile de Paris 2022.
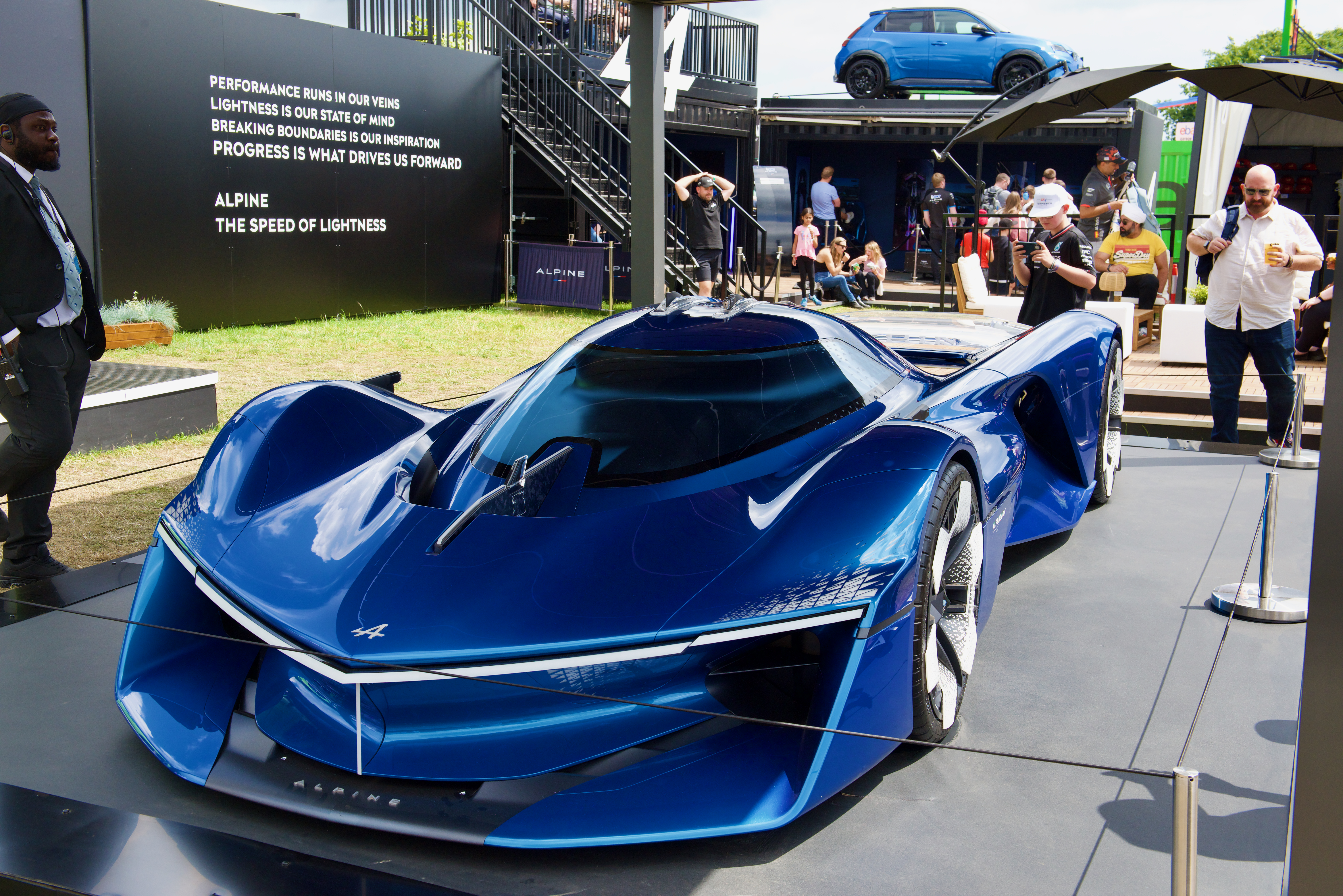
L'Alpenglow au festival de vitesse de Goodwood 2024.

### Principales caractéristiques

#### Architecture et carrosserie
| Images externes |                                    |
|                 | Vue du haut                        |
|                 | Dessin conceptuel du haut          |
|                 | Dessin conceptuel de la face avant |
|                 | Dessin conceptuel du profil        |

L'Alpenglow est un prototype d'Hypercar à carrosserie fermée et à une place, grandement inspiré du concept car A4810 d'Alpine. Sa hauteur est particulièrement faible : elle ne mesure qu'1,02 m de haut, pour 5,21 m de long et 2,14 m de large. Son design a été réalisé par Antony Villain (directeur du design d'Alpine),, Raphaël Linari (chef designer d'Alpine), Adrien Acquitter, Laurent Negroni, Romane Neuville, Patrice Minol, Marc Poulain et Luca Baumann (extérieur). Toutes ses formes, notamment la face avant en forme de V, sont conçues de manière à optimiser la pénétration dans l'air et l'écoulement aérodynamique autour de la carrosserie. De même, l'arrière de la voiture évoque un esprit « Long Tail », reprenant les formes des prototypes Alpine. Ici se trouvent d'imposantes ailes verticales et un grand aileron arrière placé très bas par rapport à la voiture, clin d'œil à l'Alpine A220 de la fin des années 1960,. Une ligne rouge traverse ce concept sur toute sa longueur et souligne la position centrale du pilote.

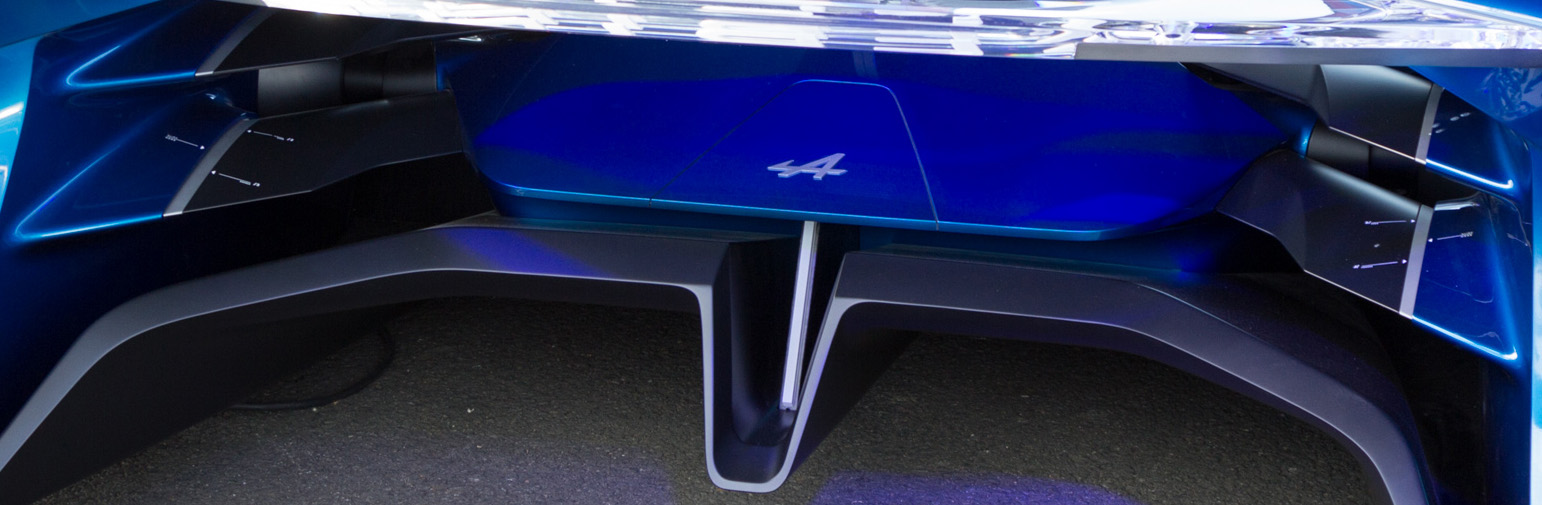
Éléments aérodynamiques arrière.

La disposition de l'éclairage se veut, selon le concepteur, être une « réinterprétation de la signature à quatre optiques d'Alpine », en la déstructurant pour apporter une touche dynamique et spectaculaire au concept. Le liseré que forme cette nouvelle signature crée un motif plongeant vers l'avant.
| Longueur | Largeur | Hauteur | Empattement |
| -------- | ------- | ------- | ----------- |
| 5,21 m   | 2,14 m  | 1,02 m  | 2,91 m      |

De la fibre de carbone a été utilisée sur l'Alpenglow pour assurer la légèreté de la voiture, qualité récurrente sur les Alpine. Les concepteurs ont aussi eu recours à du carbone forgé, issu de filières de recyclage, pour les pièces de la structure.

#### Couleur

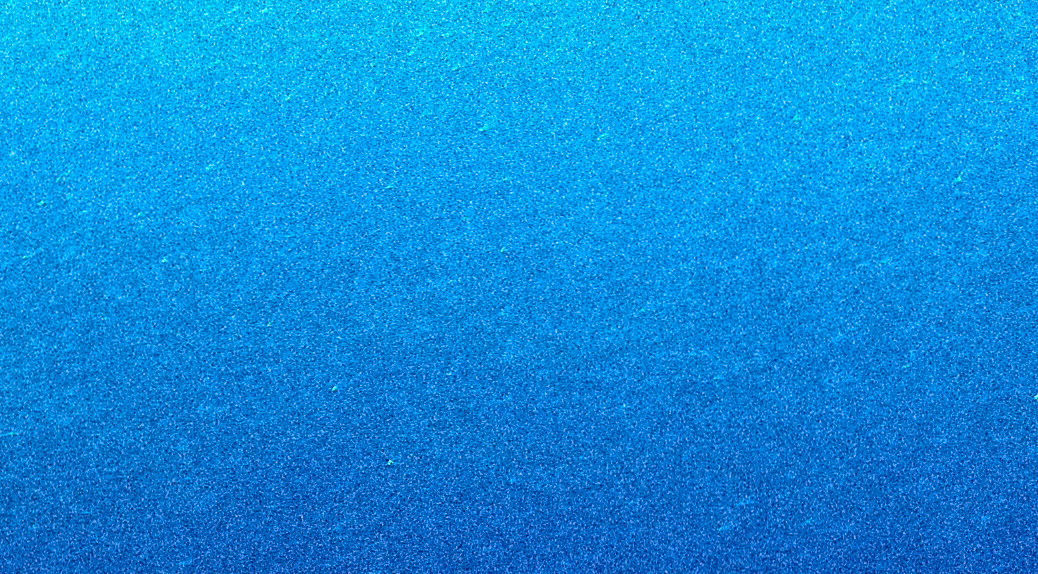
Teinte du concept.

Selon Alpine, la livrée de la voiture est dominée par le bleu qui évoque l'eau, la glace, la vapeur d'eau et le vent, et le rouge qui évoque le feu. Par ailleurs, une nouvelle teinte de bleu est apparue avec cette voiture :
« La nouvelle nuance de bleu sur la carrosserie du concept car Alpenglow dérive du bleu en mouvement emblématique d'Alpine. Ce bleu est plus lumineux, plus profond et possède un éclat nacré très fin qui crée des effets liquides, des couleurs changeantes et des ombres comme la surface d'un lac ou d'un océan, et ajoute un volume saisissant et surprenant. »

#### Détails stylistiques
Alpine a volontairement inversé les feux de son prototype, plaçant les feux rouges à l'avant et les feux blancs à l'arrière. Les justifications données par Alpine sont que les feux rouges à l'avant marquent la fusion d'une comète, et les feux blancs à l'arrière désignent de la vapeur d'eau, s'écoulant derrière la voiture et rappelant le phénomène d'alpenglow,. Ils marquent par ailleurs l'utilisation de l'hydrogène comme carburant pur.
Le cockpit bleuté laisse entrevoir la silhouette du pilote, placé entre les deux réservoirs à hydrogène. Beaucoup d'éléments donnent une impression de transparence et de légèreté à l'Alpine Alpenglow Concept, dont le capot moteur, ou les roues qui évoquent des flocons de neige :

« Les roues, dont les jantes composées d'une structure transparente dessinent des flocons de neige, sont aussi évocatrices de l'identité Alpine. L'aileron arrière de ce concept-car, mobile, se démarque par aussi sa transparence totale. Un design qui se retrouve aussi sur les pédales, les palettes au volant, les triangles qui encapsulent l'hydrogène, l'aileron et une partie du capot moteur. »

— Guillaume Alvarez
À l'intérieur comme à l'extérieur de l'Alpenglow se trouve le drapeau français, pour rappeler « la fabrication, l’excellence automobile et le savoir-faire français ».

Images illustratives - Vues de l'avant de la voiture
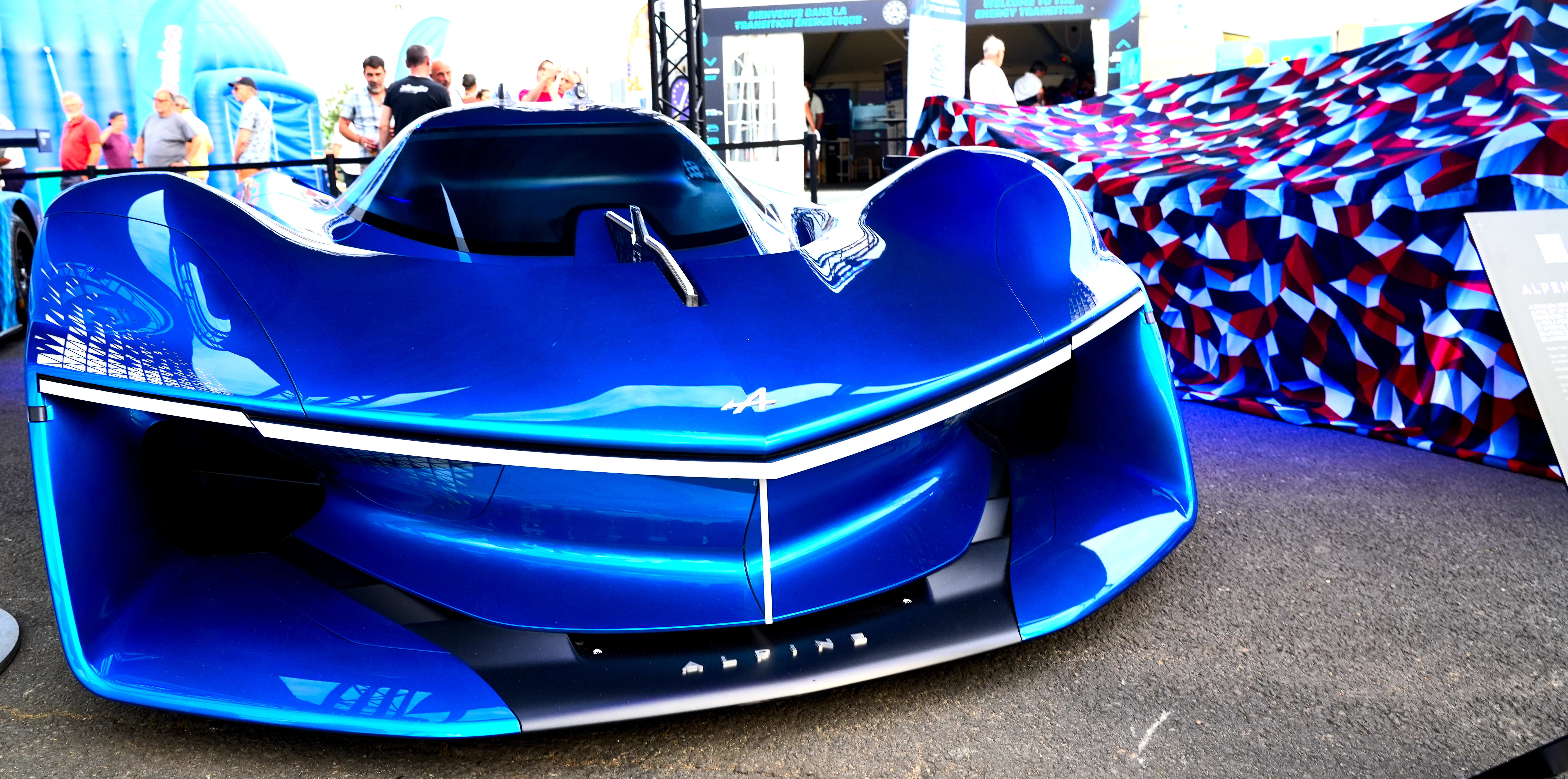
Entrées d'air avant.
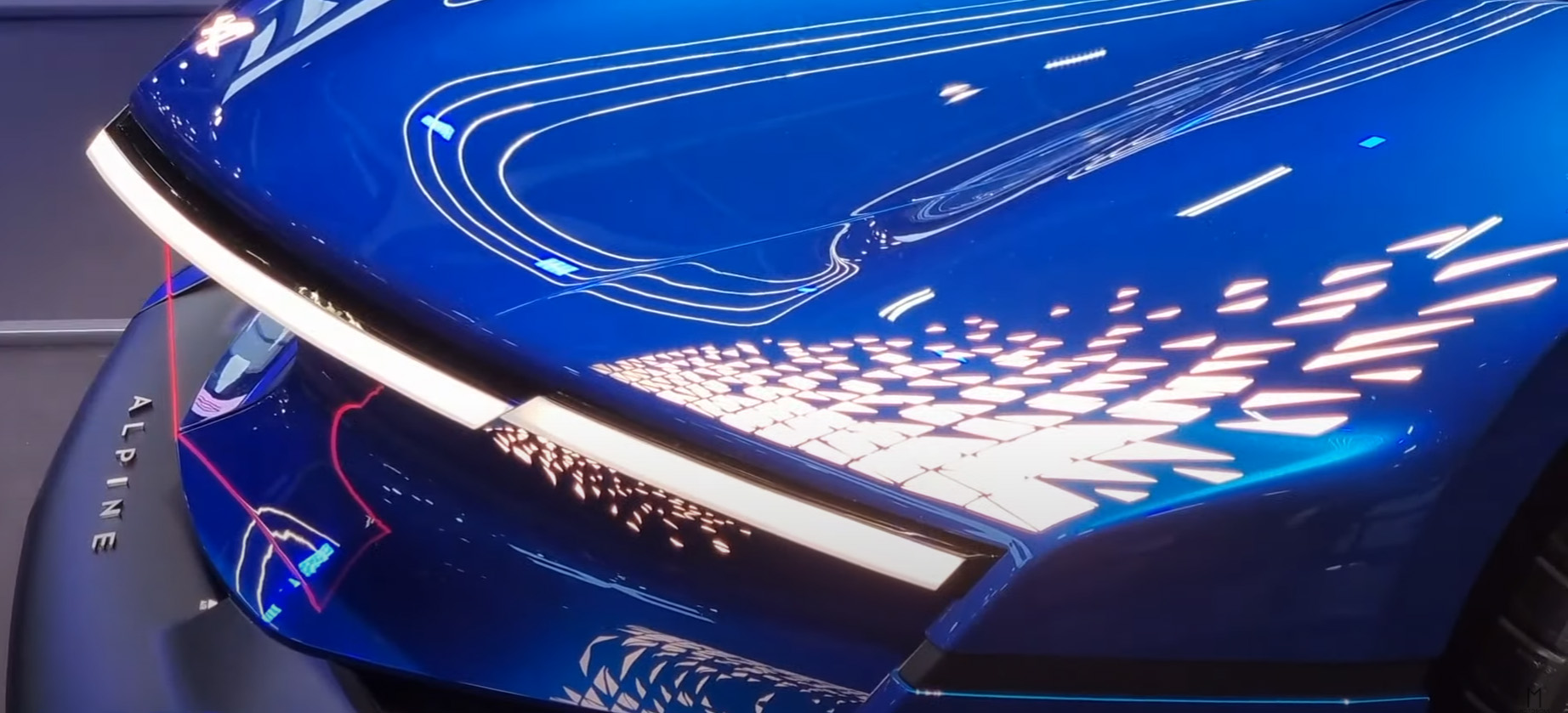
Éléments optiques avant.
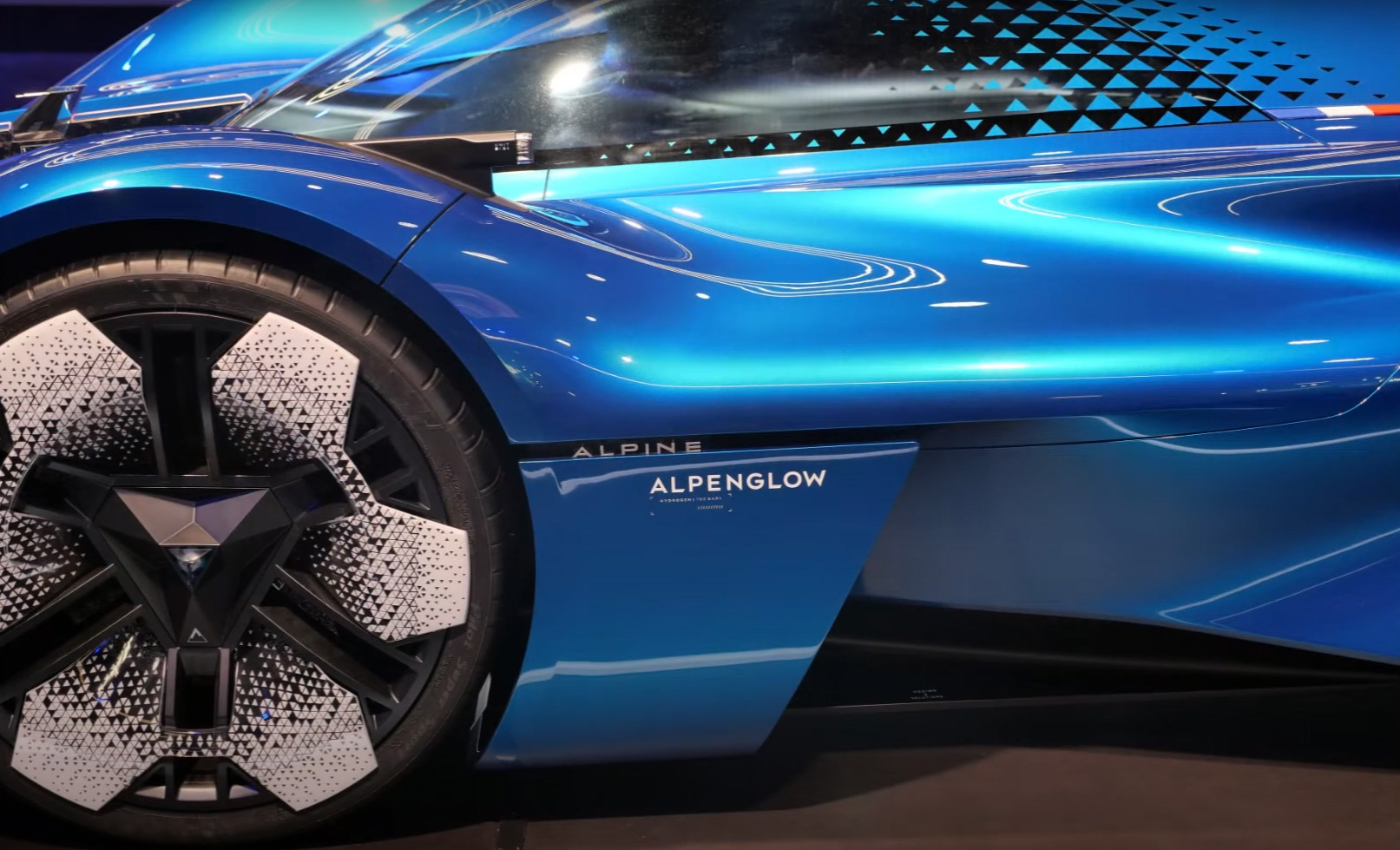
Bas de caisse et carénage de roue avant.
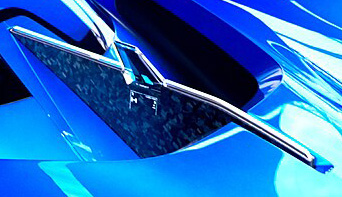
Nervure de capot.

Images illustratives - Vues du profil et de l'arrière de la voiture
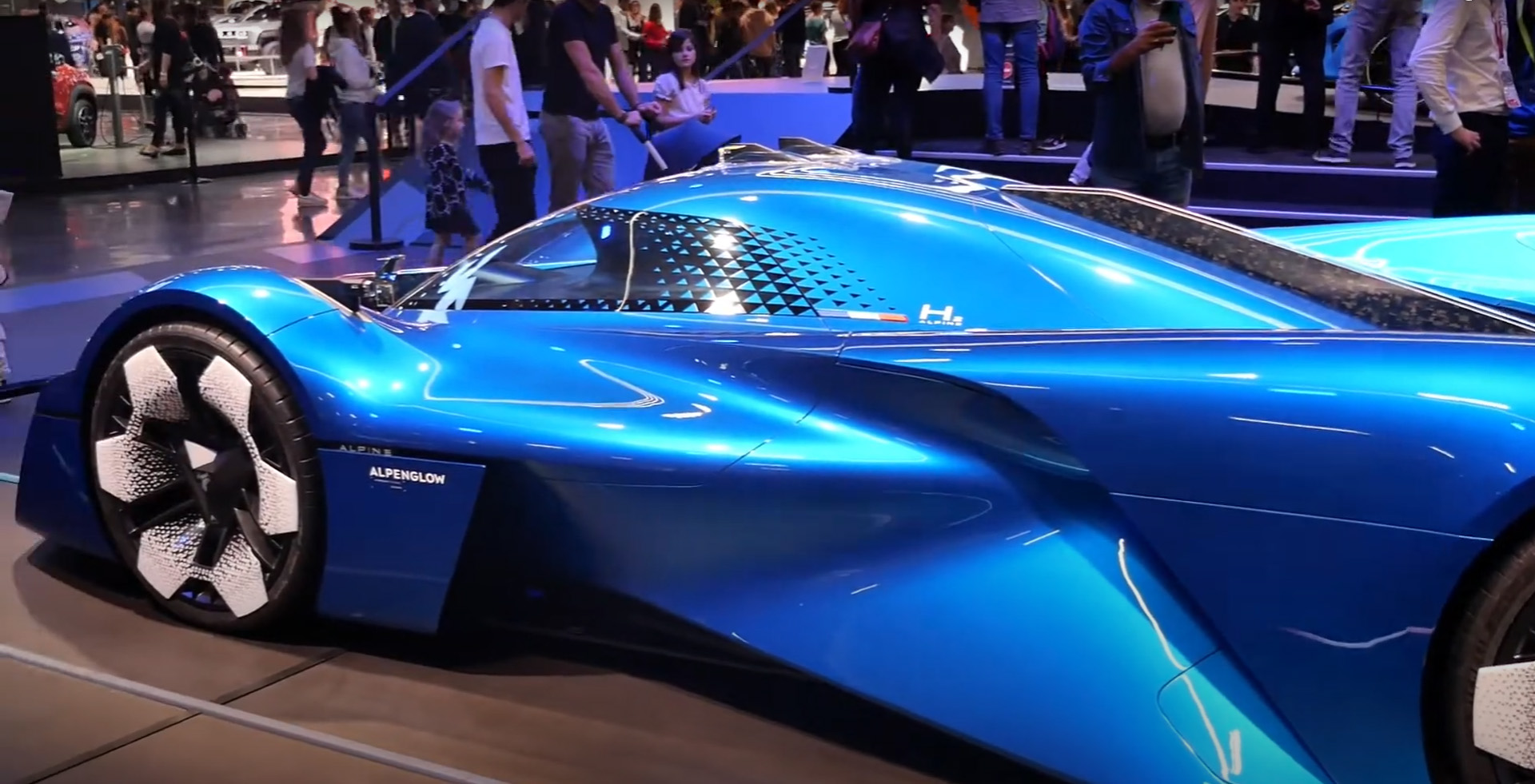
Flancs profilés.
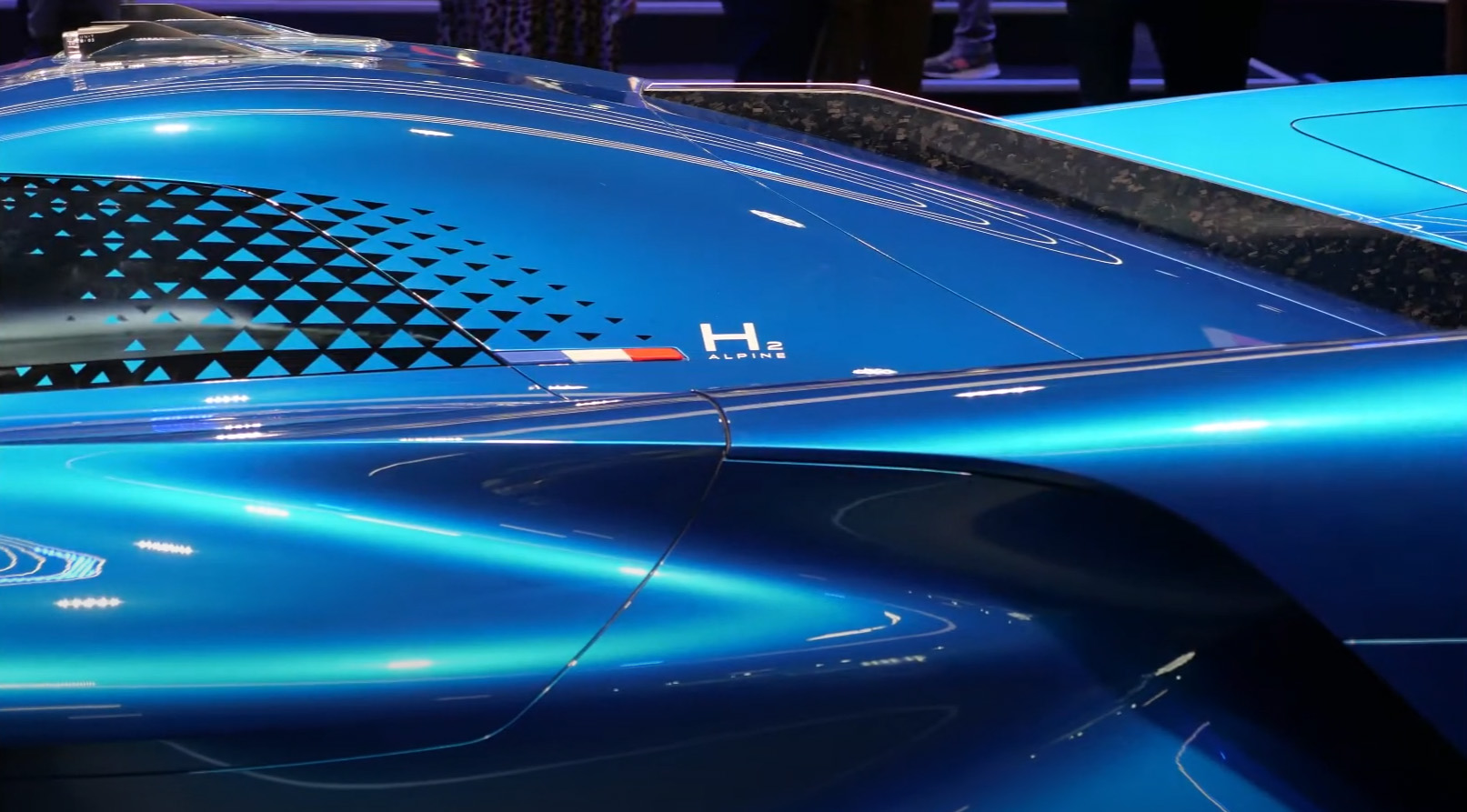
Entrée d'air profilée.
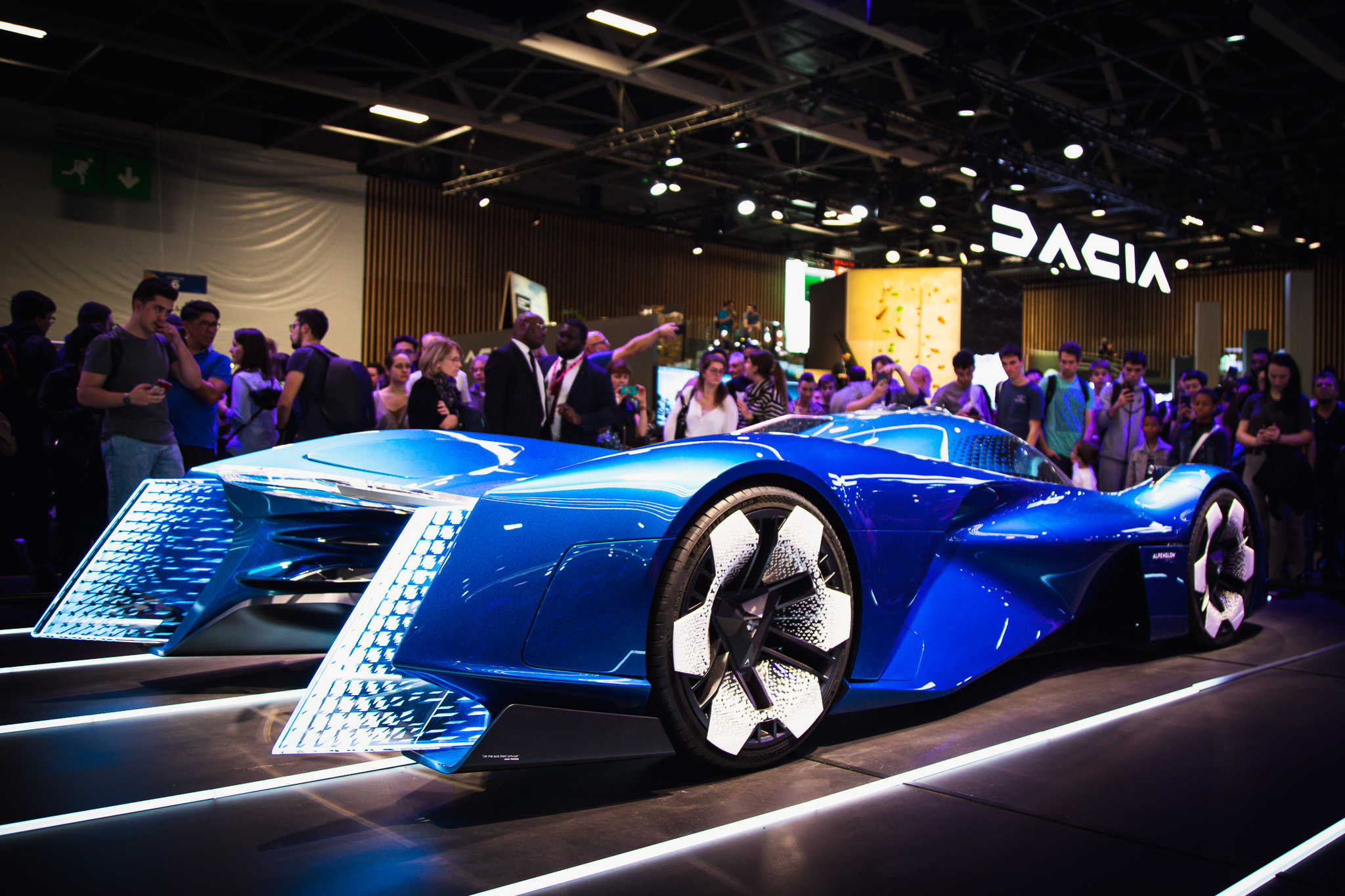
Vue des éléments arrière.
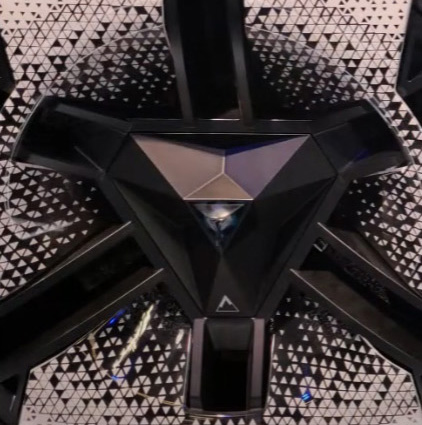
Enjoliveur de roue enfermant de l'hydrogène, à but symbolique.

### Intérieur
Le volant est typique d'un prototype de catégorie LMP1. Une clé en forme de prisme s'insère dans celui-ci pour assurer le démarrage. Il comporte des palettes transparentes et rétroéclairées ; comme sur les Formule 1, il est muni de sélecteurs à plusieurs fonctions (contrôle de traction (TC), freinage régénératif (RB) et même un bouton pousser pour passer (OV).

### Motorisation
L'Alpenglow est conçue pour être dotée d'un moteur V6 à combustion interne fonctionnant à l'hydrogène. Cette technologie permet de ne rejeter que de l'eau et éviter l'émission de dioxyde de carbone. Elle possède trois réservoirs d'hydrogène en composite à 700 bars pour alimenter le moteur, deux dans les « pontons »,.
Cependant, l'Alpenglow ne préfigure pas nécessairement la motorisation des Alpine de série d'un futur plus lointain, pour lesquelles d'autres concepts de motorisation, basés sur des moteurs hybrides à carburant de synthèse, durable, pourraient être utilisés.

### Similarités avec uneHypercarde course
Par son aspect ramassé et avec son aileron arrière très bas, le design de l'Alpenglow peut, dans une certaine mesure, faire penser à celui de la première version de la Peugeot 9X8, qui a participé à des courses d'endurance automobile en 2023.

Peugeot 9X8
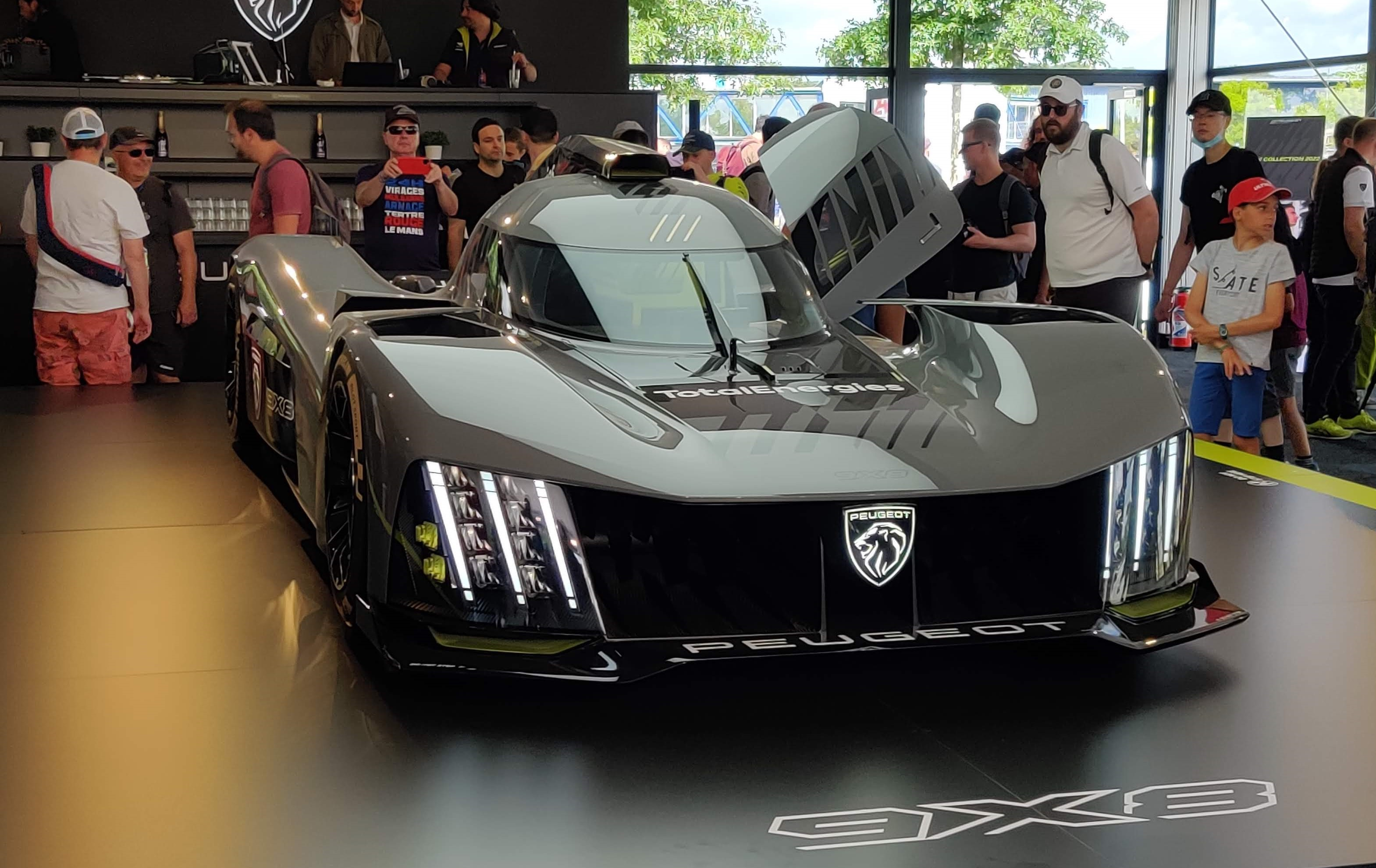
Vue de l'avant.
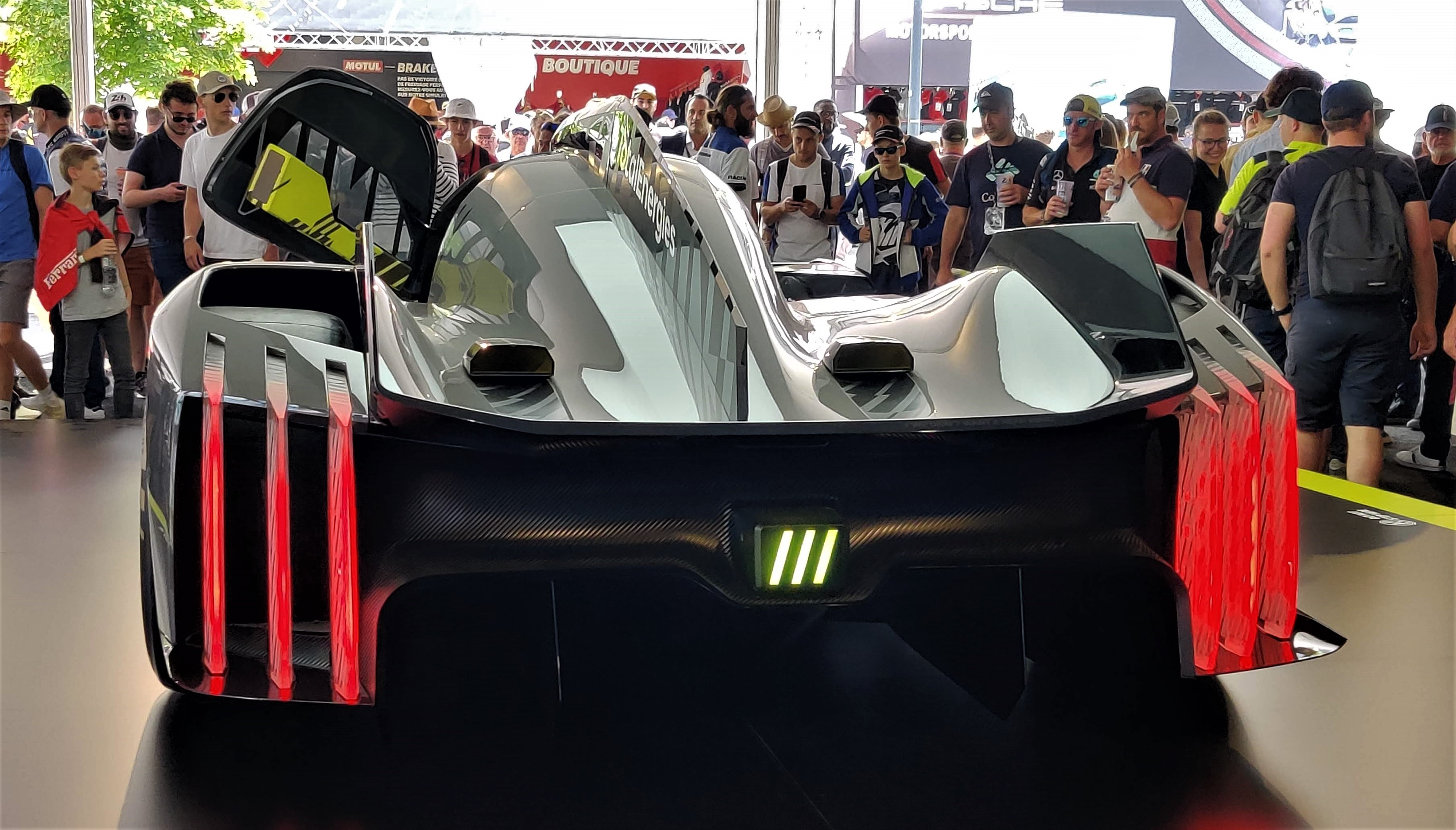
Vue de l'arrière.
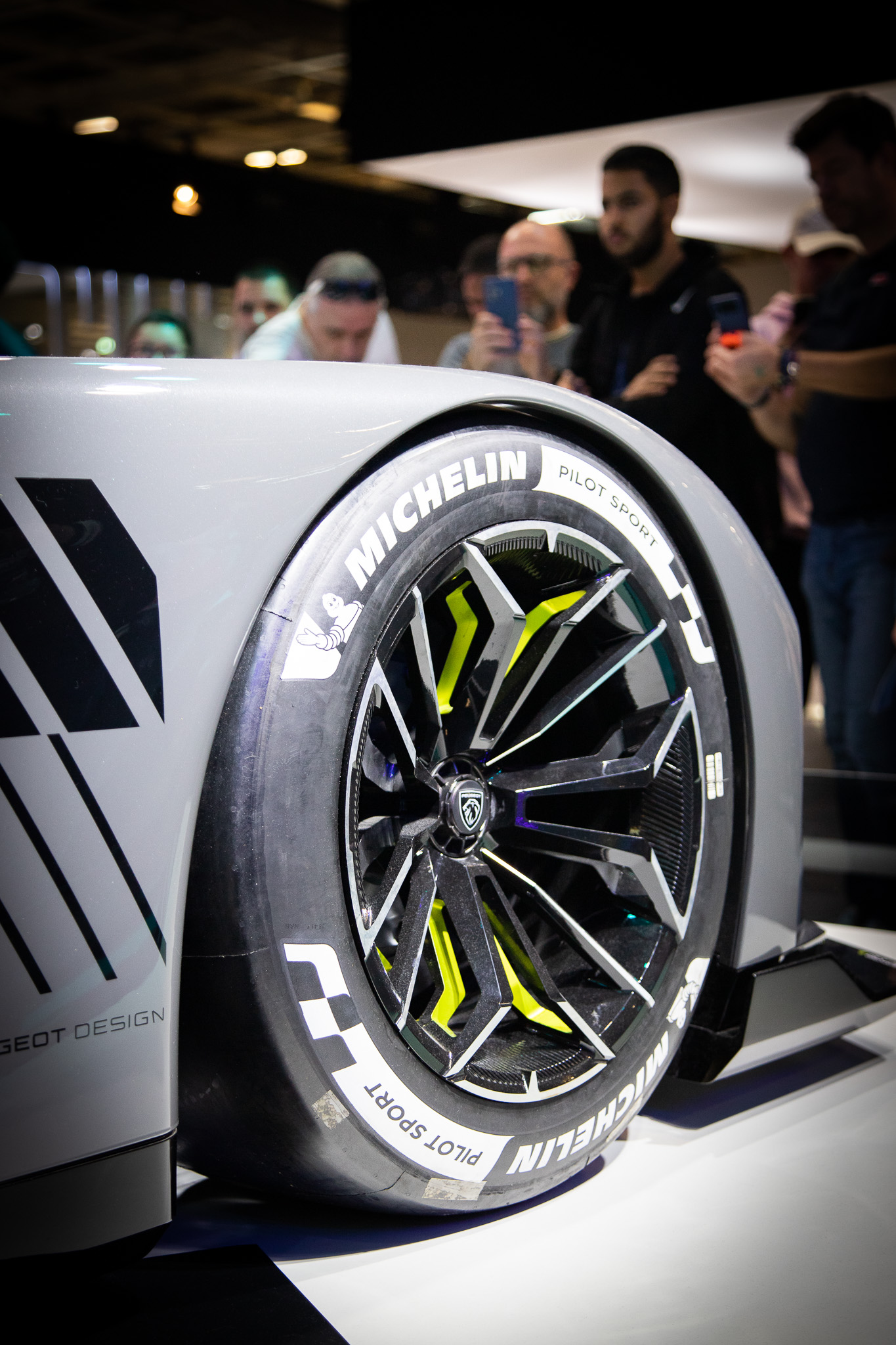
Roue avant.
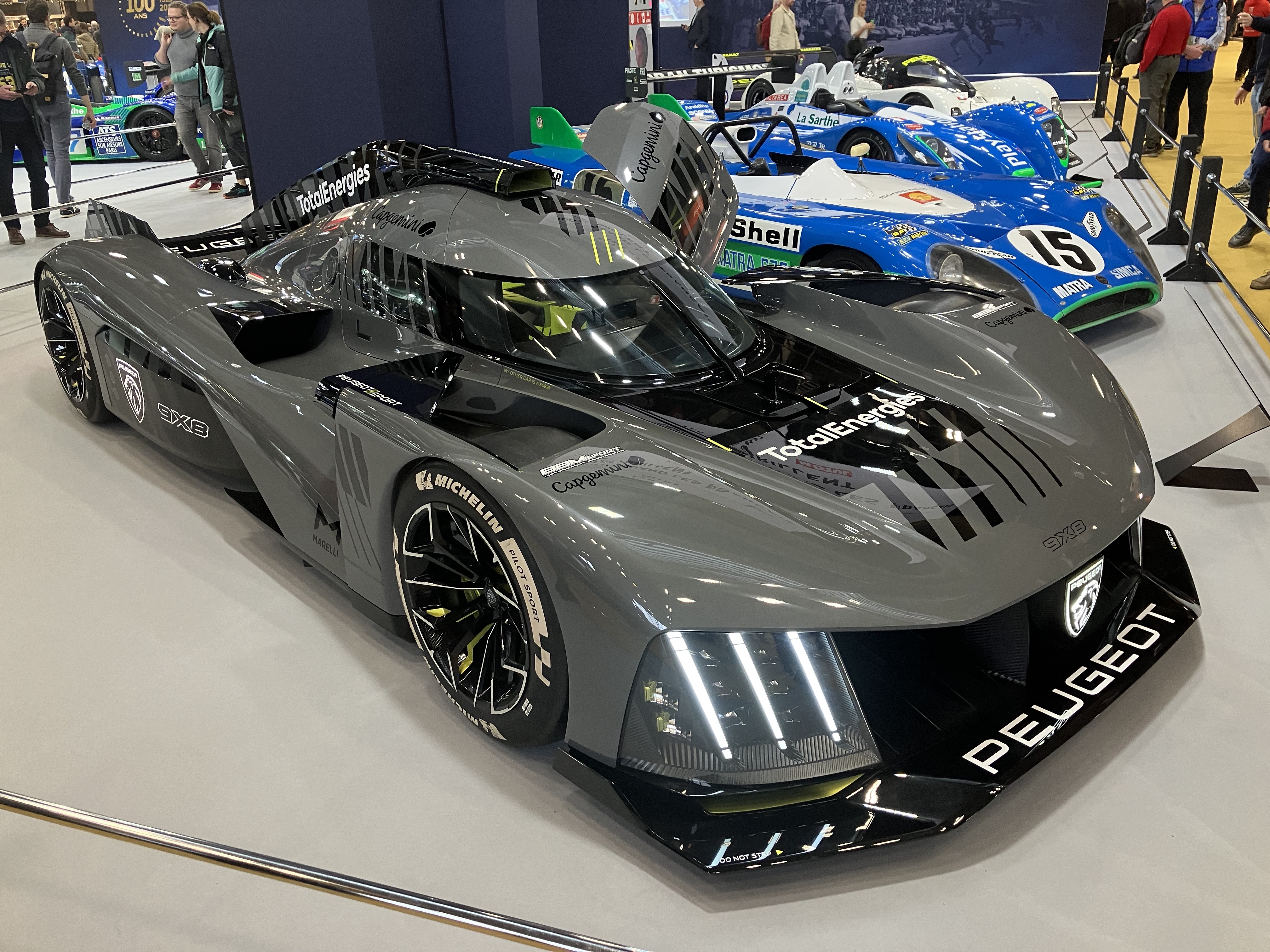
Vue générale.

Alpine Alpenglow (concept car)
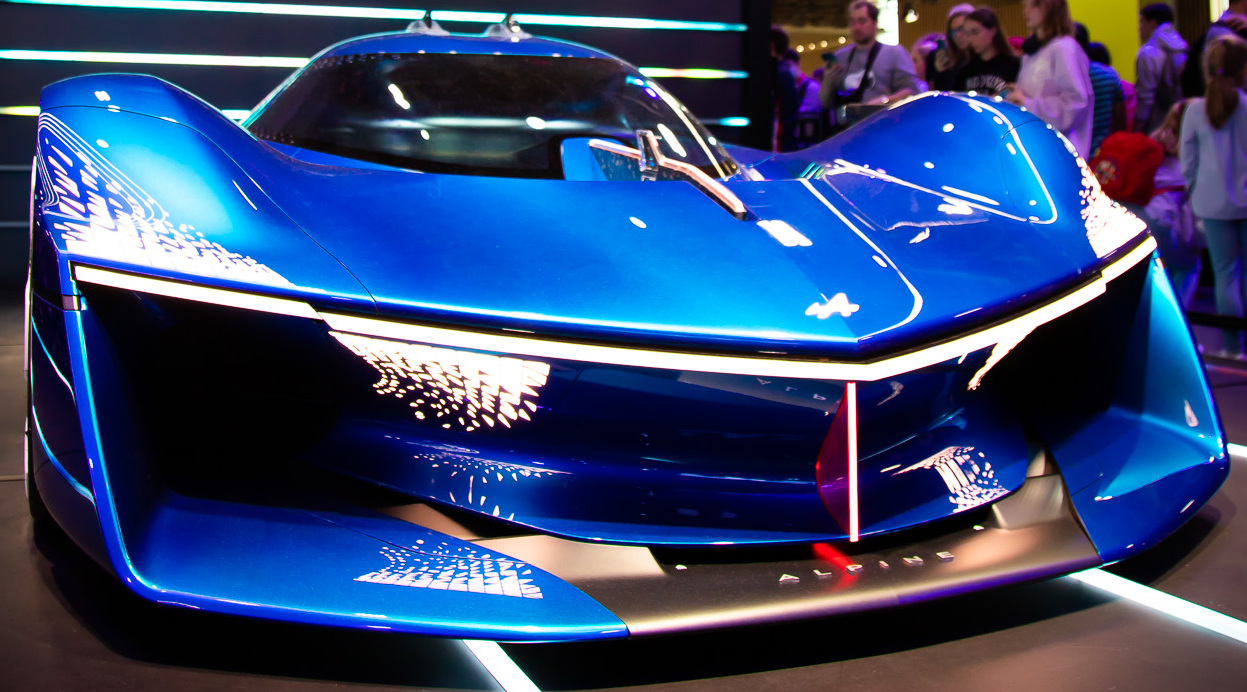
Vue de l'avant (1)..
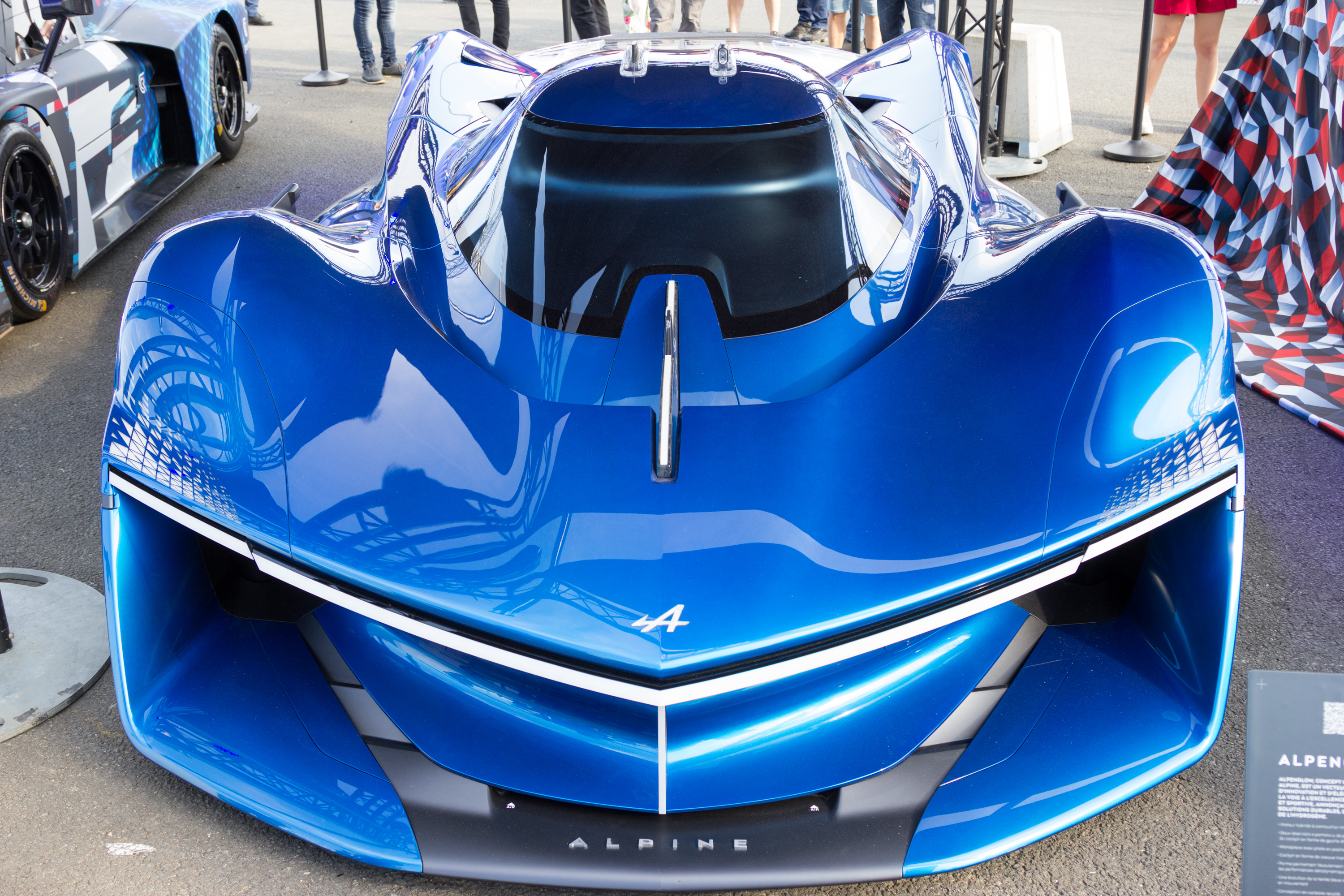
Vue de l'avant (2).
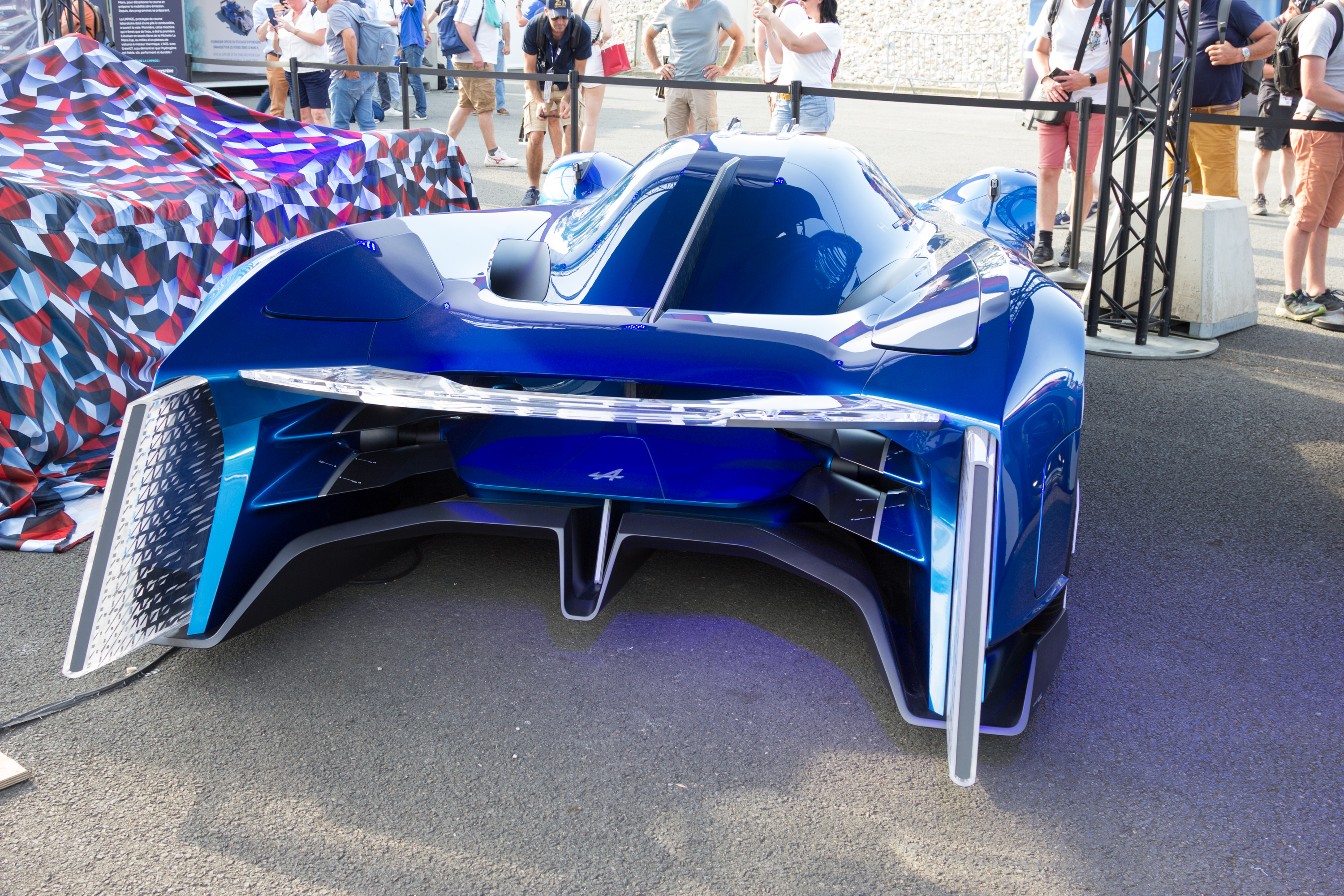
Vue de l'arrière.
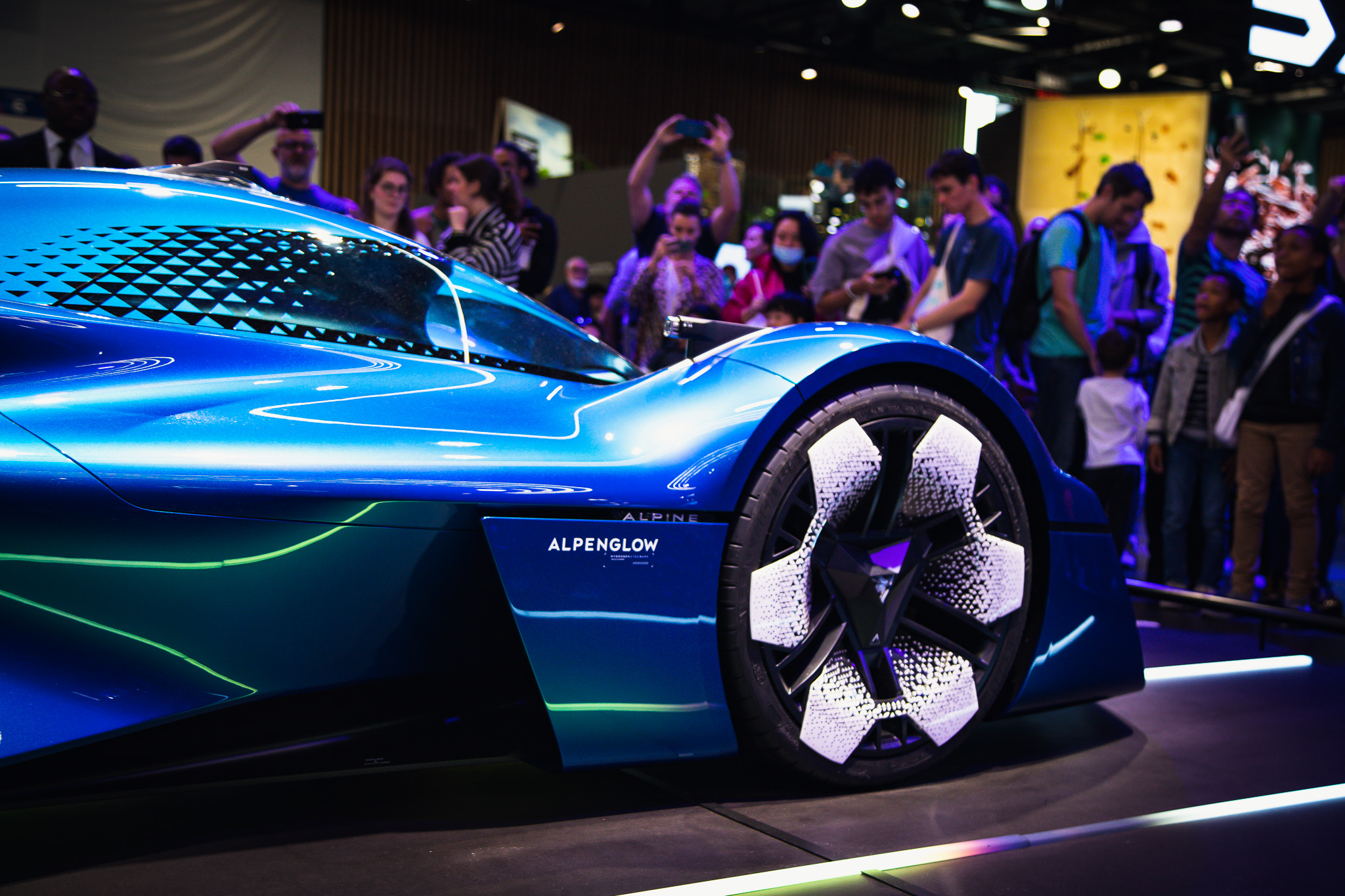
Roue avant.

## Versions roulantes

### Alpenglow Hy4

#### Présentations
La première version roulante de l'Alpenglow, baptisée « Hy4 », pour hydrogène et 4 cylindres, est présentée lors des 6 Heures de Spa-Francorchamps, le 10 mai 2024. L'Hy4 aurait dû effectuer des tours de piste de démonstration le samedi 11 mai 2024 sur le circuit avant la course d'endurance belge, mais n'a pas pu démarrer pendant le créneau de temps qui lui était alloué en raison d'un problème technique.
Du 24 au 26 mai 2024, Alpine profite du concours d'élégance Villa d'Este pour présenter de nouveau l'Hy4. Le prototype a roulé à faible vitesse lors de sa présentation.
En prélude aux 24 Heures du Mans, le 15 juin 2024, l'Alpenglow Hy4 effectue un tour du circuit des 24 Heures en compagnie de trois autres voitures fonctionnant à l'hydrogène, avec à bord David Praschl, pilote d'essais d'Alpine, mais aussi Zinédine Zidane, invité spécial et starter de cette édition de la course mancelle,.

#### Motorisation
La voiture est pourvue d'un moteur à hydrogène gazeux avec 4 cylindres en ligne 2.0 litres turbocompressé développant 340 ch (250 kW),,, développé par Oreca, lui faisant atteindre la vitesse de 270 km/h. Ce moteur n'est qu'une version intermédiaire, étant une adaptation d'un moteur à essence conventionnel, et non pas un groupe conçu dès le départ comme moteur à hydrogène. La voiture possède une boîte séquentielle X-Trac.
Du dihydrogène est injecté à 40 bars dans les cylindres du moteur, avec un ratio de pression de 70:1,. Elle possède trois réservoirs d’hydrogène contenant chacun 55 litres, lui permettant d'avoir une autonomie de 100 km sur circuit. Elle possède des capteurs activés continuellement, mais aussi un système de prévention qui, en cas de défaillance, alerte le pilote des fuites de vannes éjectant le carburant, via des codes couleur sur le tableau de bord.
|                      | Moteur à hydrogène | Puissance maximale ch (kW) | Au régime de (tr/min) | Couple                 | Boîte de vitesses | Réservoirs | Vitesse maximale (km/h) |
| -------------------- | ------------------ | -------------------------- | --------------------- | ---------------------- | ----------------- | ---------- | ----------------------- |
| Alpine Alpenglow Hy4 | L4 turbocompressé  | 340 (250)                  | 7 000                 | 600 N m à 5 900 tr/min | Séquentielle      | 3 × 55 L   | 270                     |

#### Architecture et carrosserie
L'Alpenglow Hy4 est une Hypercar à carrosserie fermée et à deux places, bâtie sur la base d'un châssis de LMP3 fourni par Ligier.
Les principales formes du concept car ont été conservées, mais le design complet de la voiture a été retravaillé par Marc Poulain (ancien designer de chez Ferrari). C'est principalement le design de la face avant qui a été amélioré : la partie basse a été mise à jour. Son design est plus aéré, et permet d'y installer deux radiateurs, à chaque extrémité de la voiture. En revanche, la signature lumineuse à quatre optiques a été conservée. Un liseré rouge traverse le centre du capot, et se termine en forme de triangle sur le tableau de bord. Ce dernier est surnommé « l'arbalète » par l'équipe du design d'Alpine, car il se manifeste comme une ligne de mire, depuis l'intérieur de l'habitacle de la voiture.
L'Alpenglow Hy4 est légèrement moins longue et plus large que l'Alpenglow (concept car) présentée en 2022 à Paris : elle mesure 5 100 mm de long, 2 150 mm de large et 1 120 mm de hauteur. L'Hy4 est plus large car elle peut accueillir un pilote et son passager,.
| Longueur | Largeur | Hauteur | Empattement |
| -------- | ------- | ------- | ----------- |
| 5,10 m   | 2,15 m  | 1,12 m  | -           |

Quelques autres détails ont été ajoutés, tels qu'une prise d’air au niveau du toit favorisant le refroidissement de son moteur, un diffuseur arrière, ainsi que des sorties d'air, dorénavant perceptibles au niveau des ailerons verticaux. Celles-ci sont positionnées à côté des feux arrière de façon que la vapeur d’eau qui en sort soit illuminée.
Par rapport au concept car, l'Hy4 possède des jantes redessinées.

### Alpenglow Hy6

#### Présentation

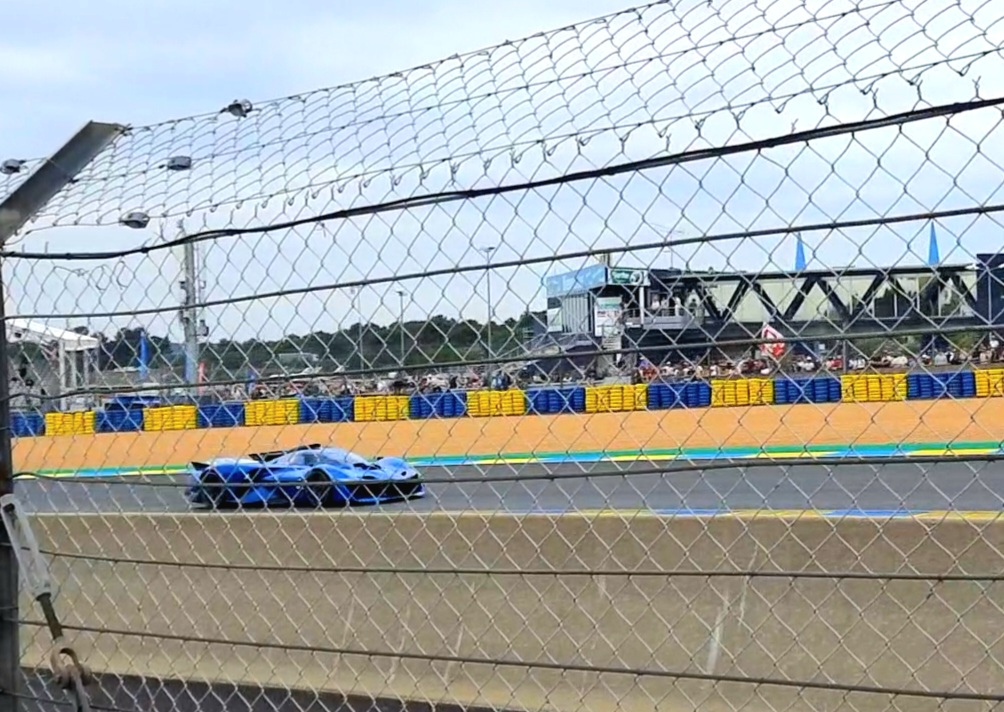
L'Alpenglow Hy6 lors d'essais aux 24h du Mans 2025.

L'Alpenglow Hy6 est une version améliorée de l'Alpenglow Hy4, mais aussi la version finale de l'Alpenglow. Elle est présentée pour la première fois au Mondial de l'automobile de Paris de 2024 du 14 au 20 octobre 2024,.
Lors de la 93ᵉ édition des 24 Heures du Mans, l’Alpenglow Hy6 a effectué des démonstrations sur piste les 12 et 14 juin 2025, sur le circuit de la Sarthe. Ces démonstrations ont été organisées par l’ACO, la FIA et le WEC pour promouvoir l’hydrogène dans le sport automobile. Lors de ces démonstrations, l’Alpenglow Hy6 a atteint une vitesse de 306 km/h sur les Hunaudières,.

#### Motorisation
La voiture possède un moteur 6 cylindres en V « Hy6 » bi-turbo de 3,5 L en V ouvert à 100°, développant 740 ch (544 kW) et 770 N m de couple à 7 600 tr/min, et une boite séquentielle à six rapports. Hy6 est le premier moteur à haute performance entièrement développé autour de la combustion hydrogène. La vitesse de pointe est annoncée à 330 km/h. Trois réservoirs pressurisés au maximum à 700 bars sont présents, chacun pouvant contenir 2,1 kg d’hydrogène (6,3 kg au total). Le régime maximum du moteur est de 9 000 tr/min,.
|                      | Moteur à hydrogène      | Puissance maximale ch (kW) | Au régime de (tr/min) | Couple                 | Boîte de vitesses           | Réservoirs                  | Vitesse maximale (km/h) |
| -------------------- | ----------------------- | -------------------------- | --------------------- | ---------------------- | --------------------------- | --------------------------- | ----------------------- |
| Alpine Alpenglow Hy6 | V6 Hy6 Alpine, bi-turbo | 740 (544)                  | 9 000                 | 770 N m à 7 600 tr/min | Séquentielle à six rapports | 3 × 2,1 kg de H2 à 700 bars | 330                     |

#### Architecture et carrosserie
L'Alpenglow Hy6 est, comme l'Hy4, une Hypercar à carrosserie fermée et à deux places, bâtie sur la base d'un châssis de LMP3 fourni par Ligier.
L'Alpenglow Hy6 conserve les mêmes dimensions que l'Alpenglow Hy4 : elle mesure 5 100 mm de long, 2 150 mm de large et 1 120 mm de hauteur. Comme l'Hy4, l'Hy6 a la capacité d'accueillir deux personnes à bord.
| Longueur | Largeur | Hauteur | Empattement |
| -------- | ------- | ------- | ----------- |
| 5,10 m   | 2,15 m  | 1,12 m  | -           |

Elle comporte une carrosserie en carbone. Par rapport à l'Hy4, les formes de la voiture ainsi que son aérodynamisme ont été légèrement retravaillés pour s'adapter aux performances accrues. L'aileron a été agrandi pour augmenter l'appui aérodynamique de la voiture. Une vitre a été installée à l'arrière de la voiture pour exposer son moteur à hydrogène. Les jantes de l'Hy6 restent les mêmes que celles de l'Hy4.
L'intérieur est identique à celui de l'Hy4, intégrant des éléments symboliques du design d'Alpine. Le cockpit comprend des sièges baquets recouverts d'un tissu photoréactif (producteur d'énergie d'origine solaire) et un volant inspiré de la course.

Images illustratives - Détails extérieurs
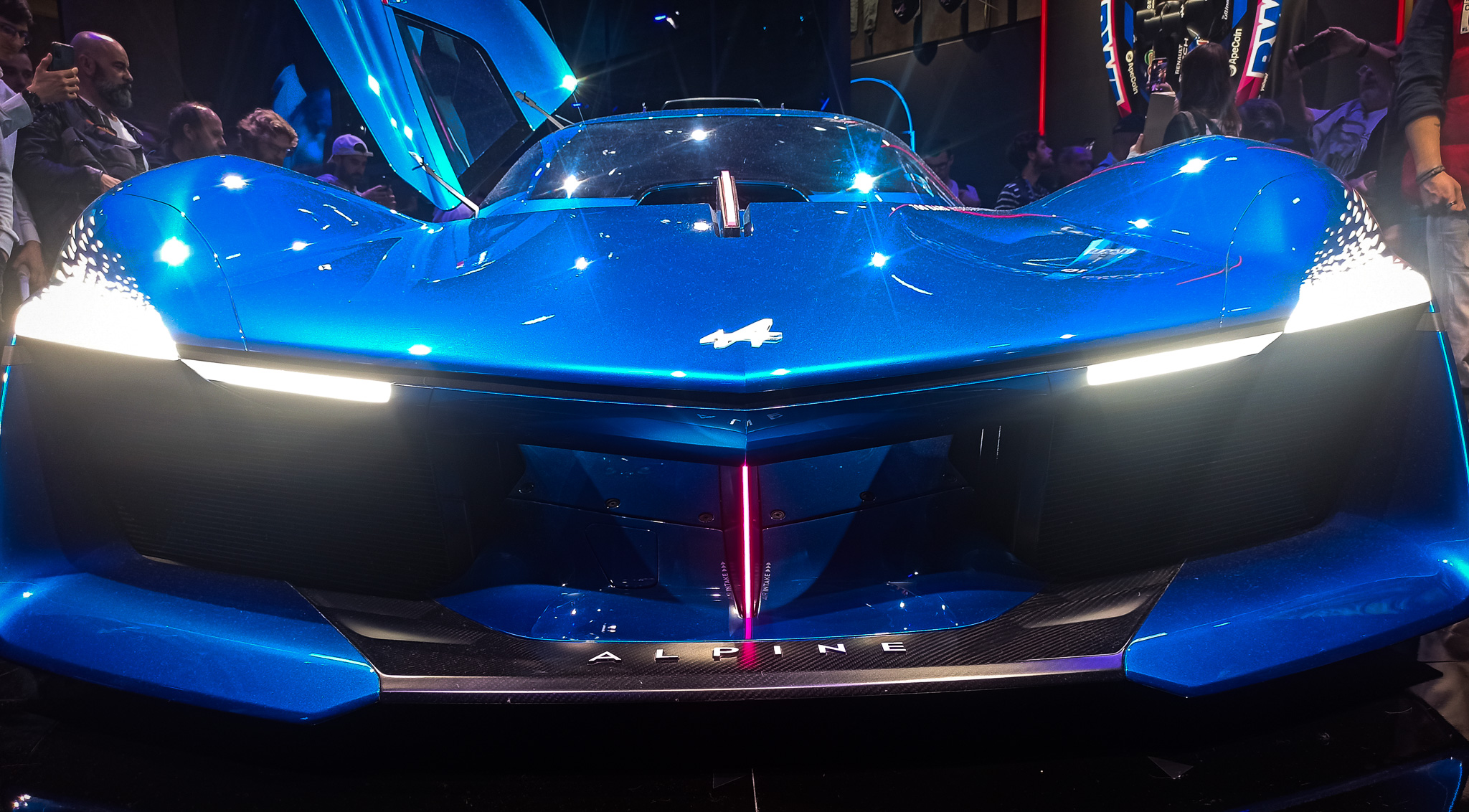
Éléments aérodynamiques et stylistiques avant.
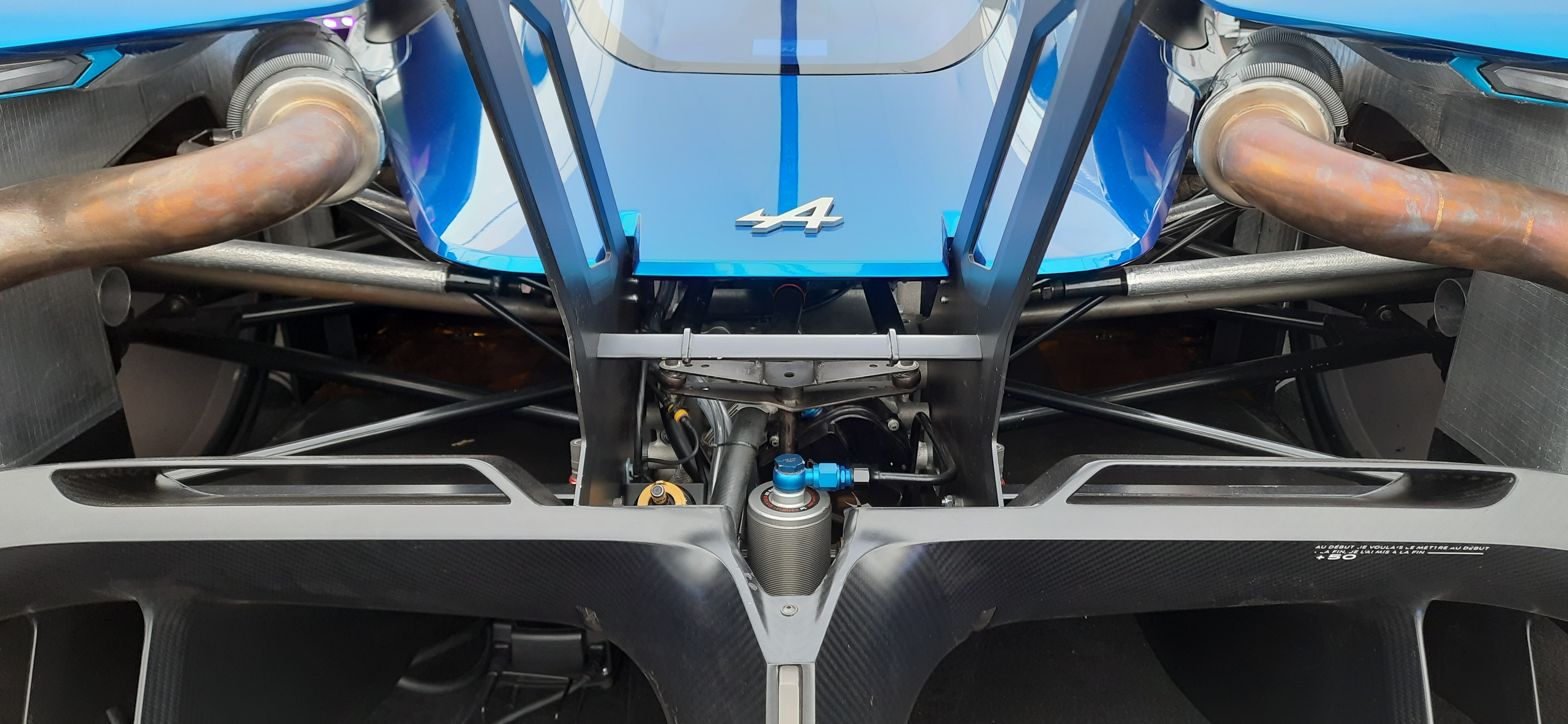
Éléments aérodynamiques arrière.
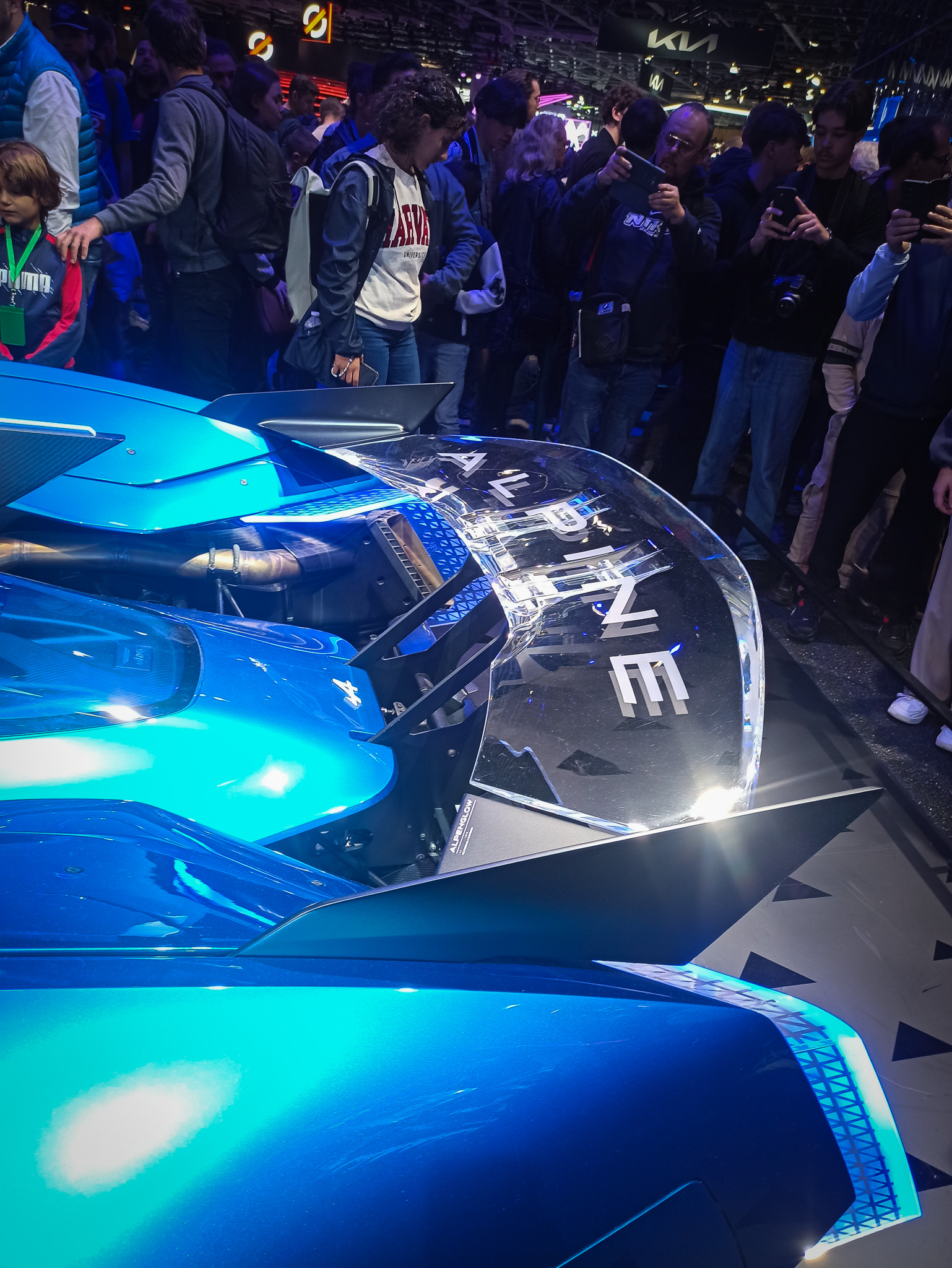
Aileron arrière.
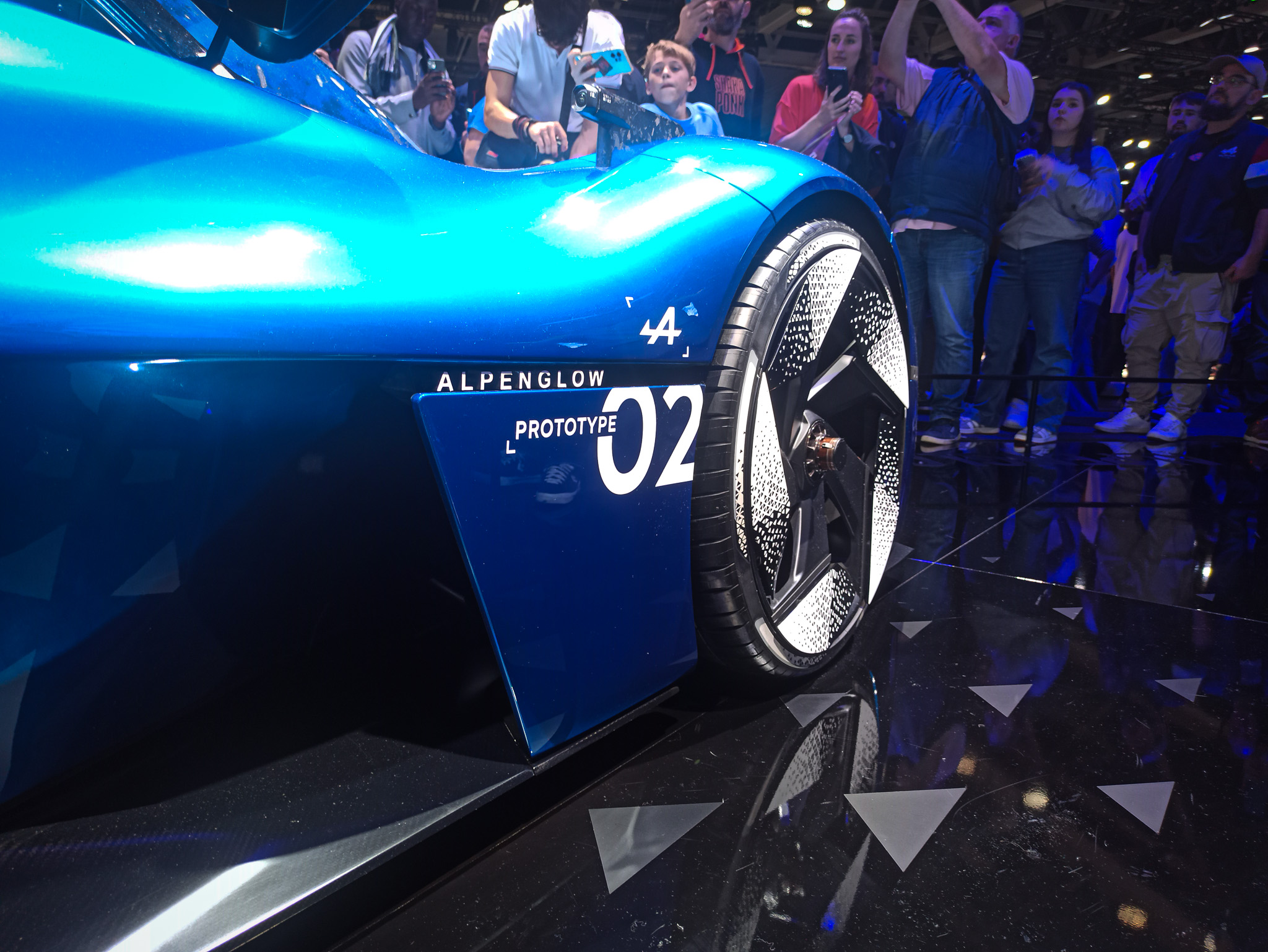
Bas de caisse avant.
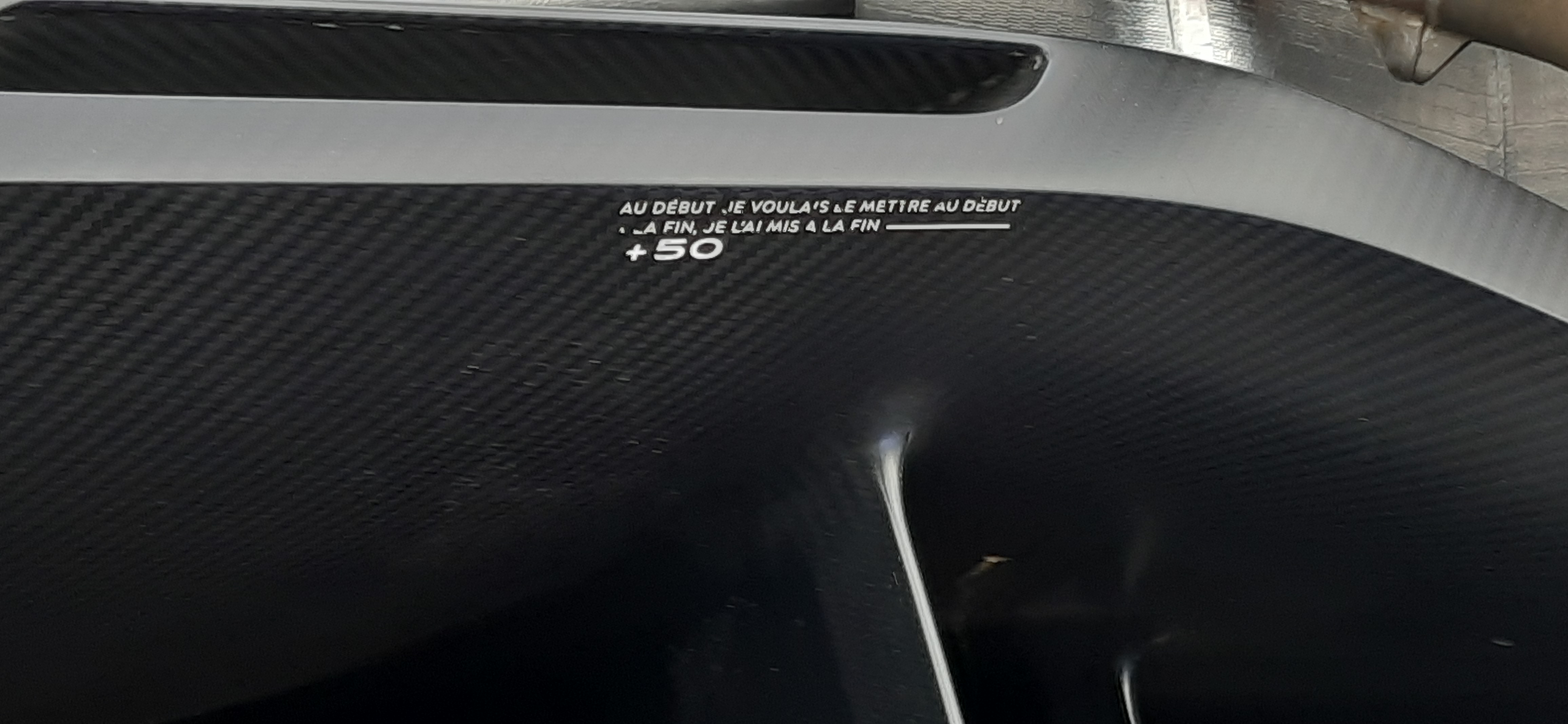
Citation sur le diffuseur arrière.

## Mise en application des concepts de l'Alpenglow

### Alpine A424
Le 5 octobre 2021, Laurent Rossi annonce officiellement l'engagement d'Alpine dans le Championnat du monde d'endurance FIA (WEC) et aux 24 Heures du Mans de 2024 avec une Hypercar, de réglementation LMDh, en mettant en avant les synergies attendues avec l'équipe F1. L'Alpine A424 est conçue en collaboration avec Oreca. En revanche, à la différence de l'Alpenglow, Oreca n'intervient pas sur le développement du moteur.

Différentes vues de l'A390
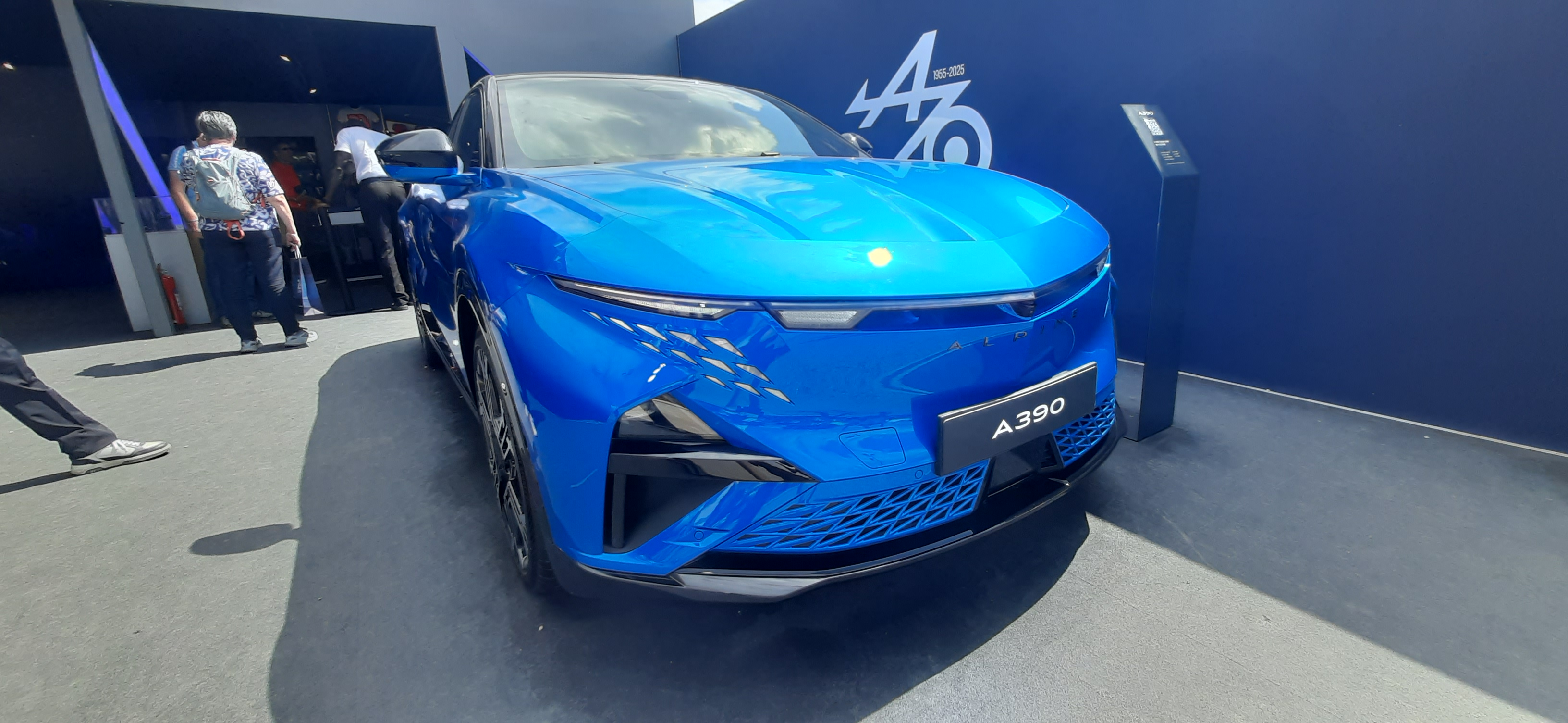
Vue de l'avant.
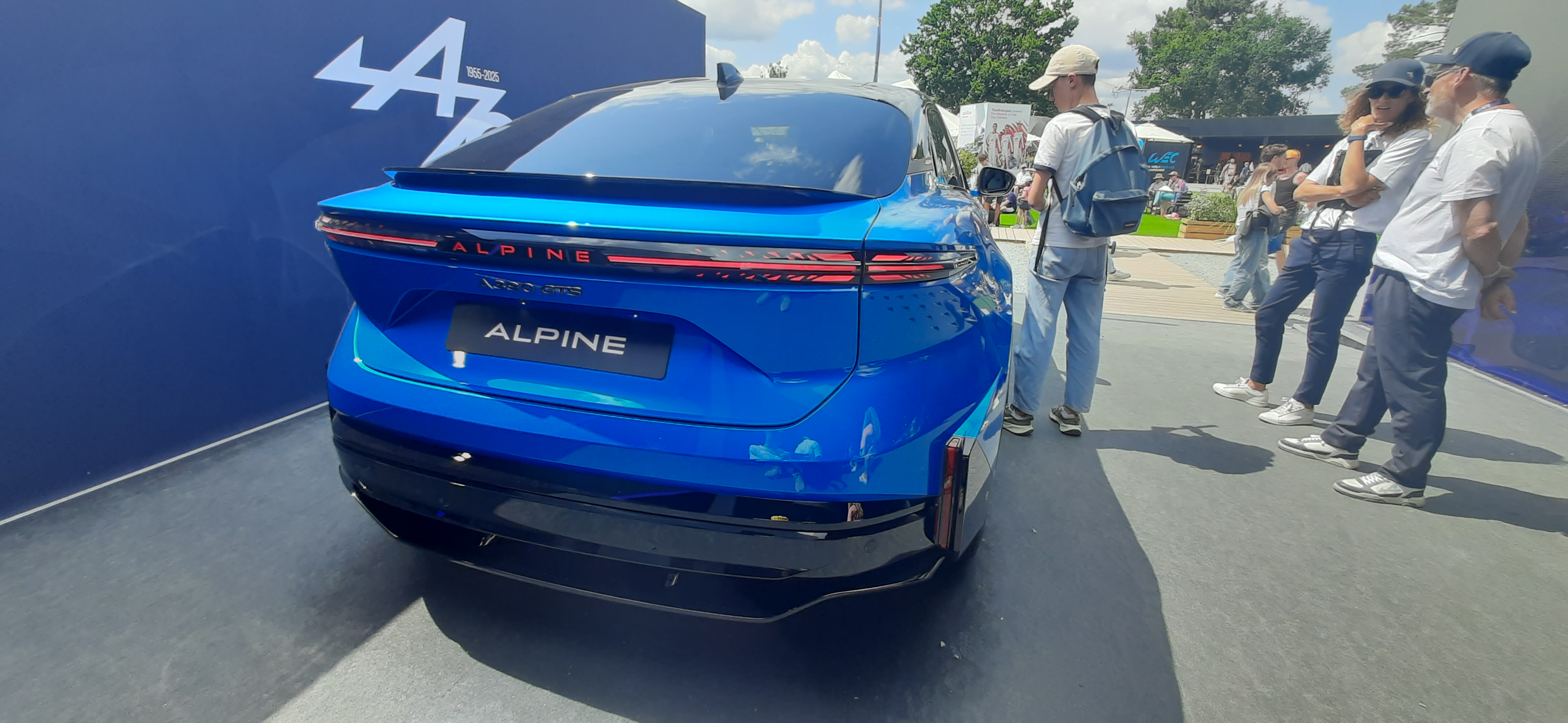
Vue de l'arrière.
- Vue du profil.
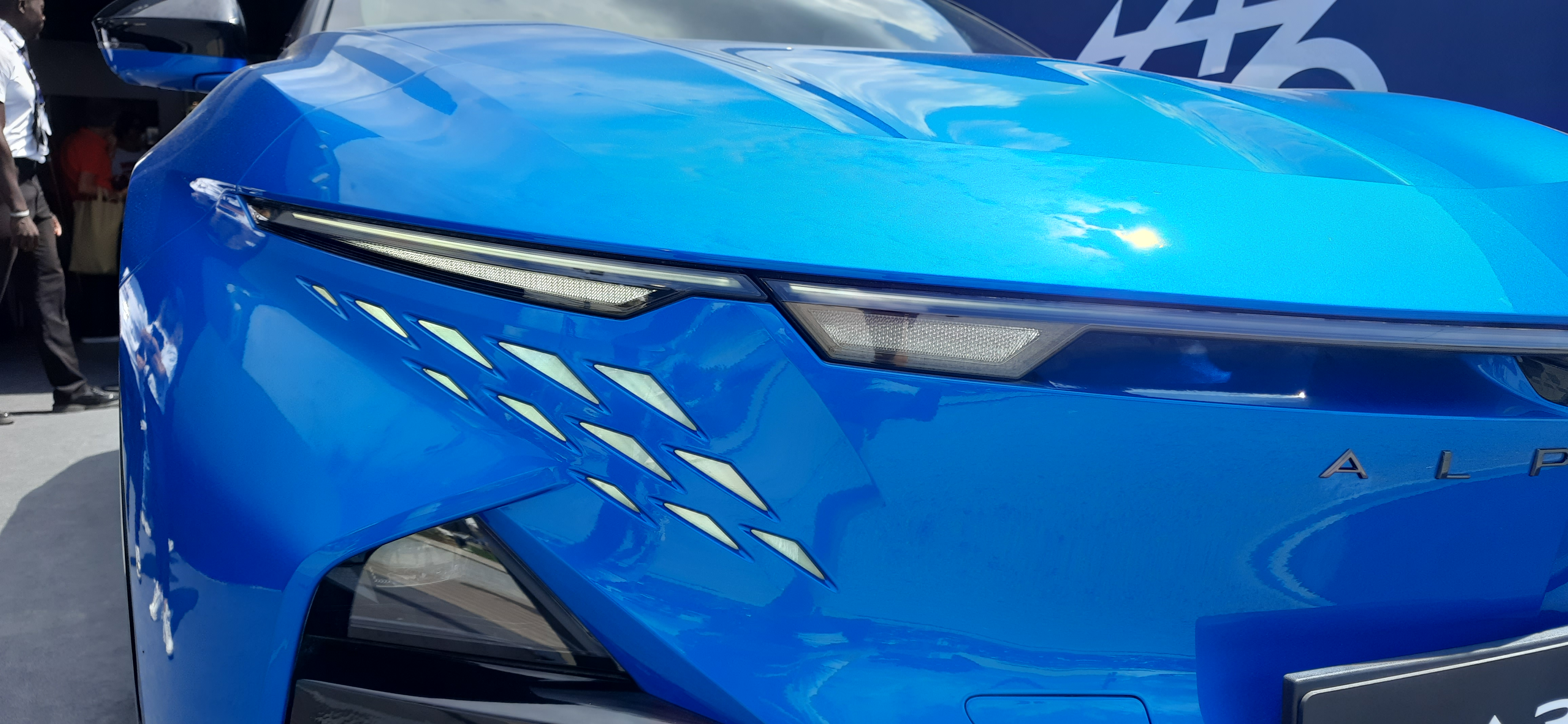
Signature lumineuse avant.
- Pavillon.

Comme l'avait annoncé Alpine, cette voiture de compétition s'inspire de l'Alpenglow, : l'A424 possède la signature lumineuse avant de celle-ci, mais aussi la forme de son pavillon. Elle possède par ailleurs des dimensions plus traditionnelles, typiques de l'ancienne catégorie LMP1, et ses formes arrière ont été entièrement retravaillées pour répondre à certaines contraintes aérodynamiques. L'A424 est exploitée par l'Alpine Endurance Team, qui a participé au Championnat du monde d'endurance FIA et à l'Intercontinental Le Mans Cup depuis 2011 (à l'époque avec Nissan) avec principalement une LMP2.

### Alpine A290
L'Alpine A290, citadine sportive commercialisée à partir de 2024, fait partie des voitures de série sur lesquelles des principes annoncés par l'Alpenglow sont appliqués,. Elle est le premier modèle dévoilé du Dream Garage et est une version sportive de la Renault 5 électrique,.

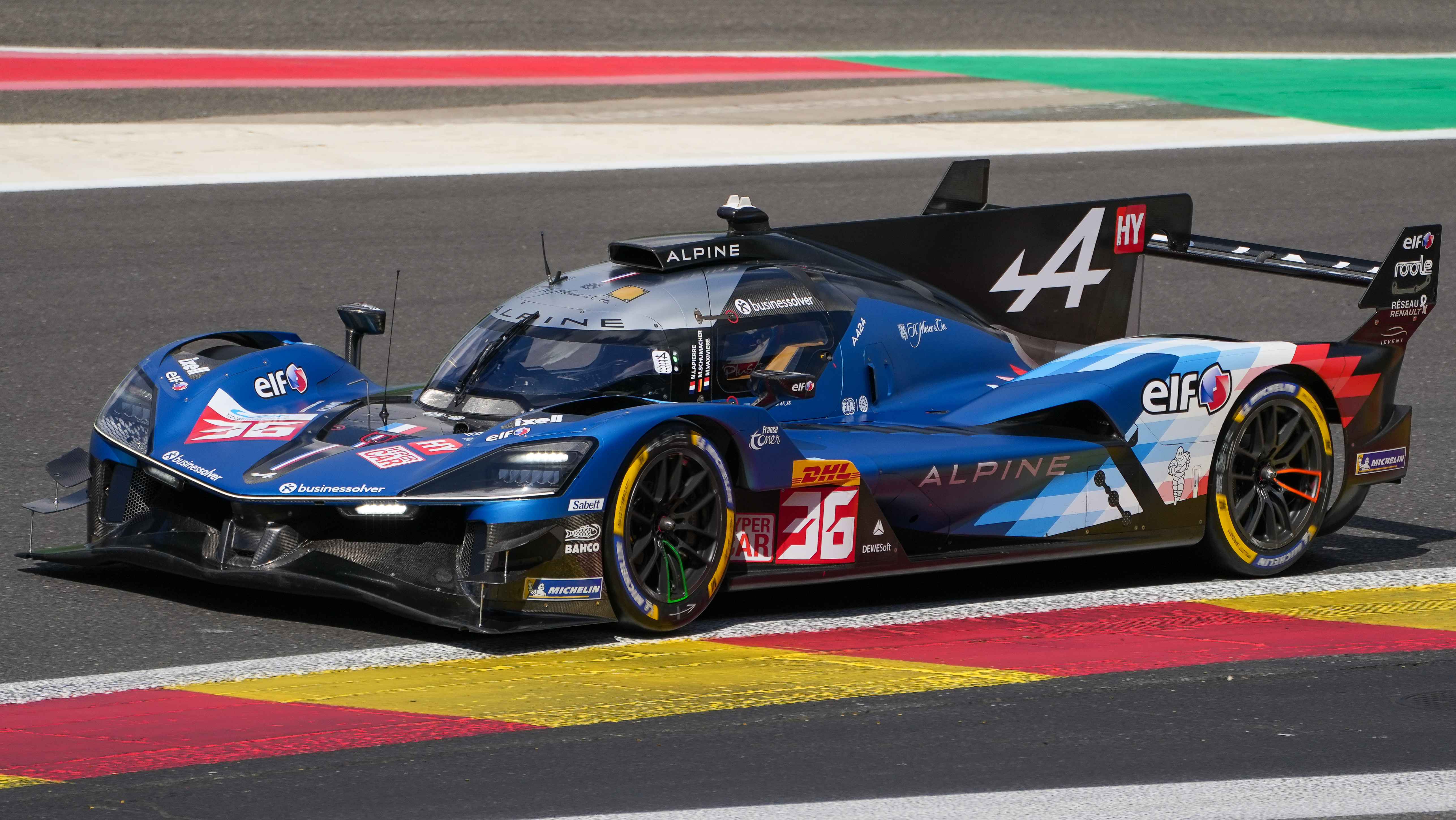
Différentes vues de l'A290
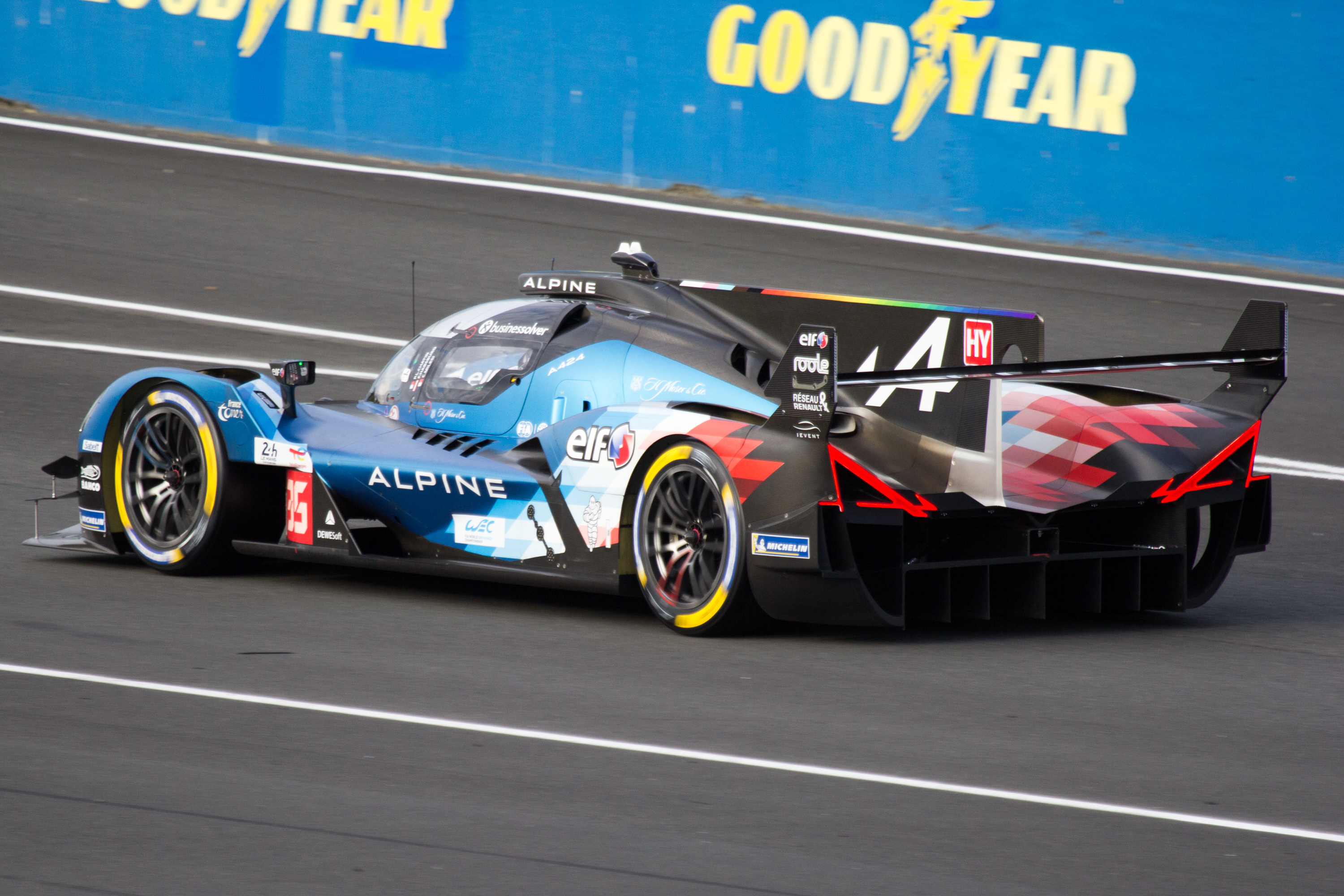
Vue de l'avant.
- Vue de l'arrière.
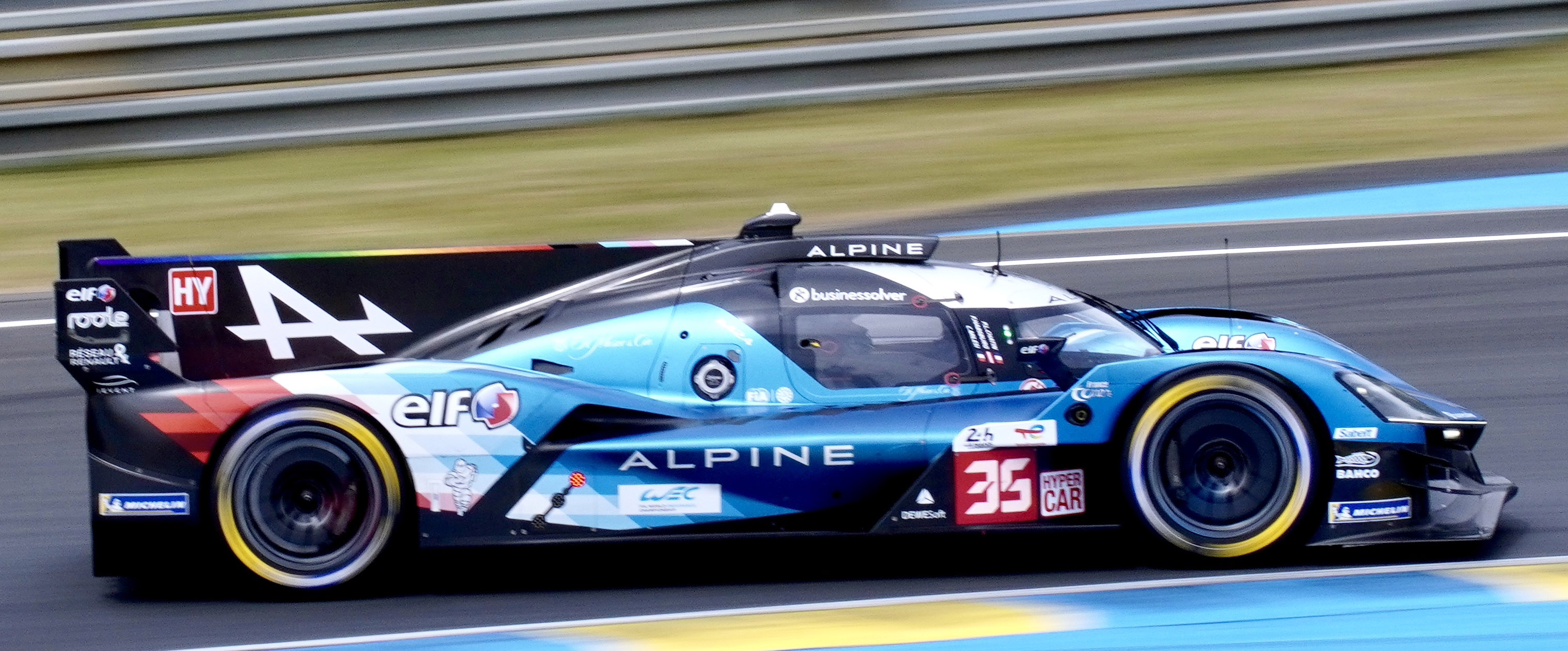
Vue du profil.
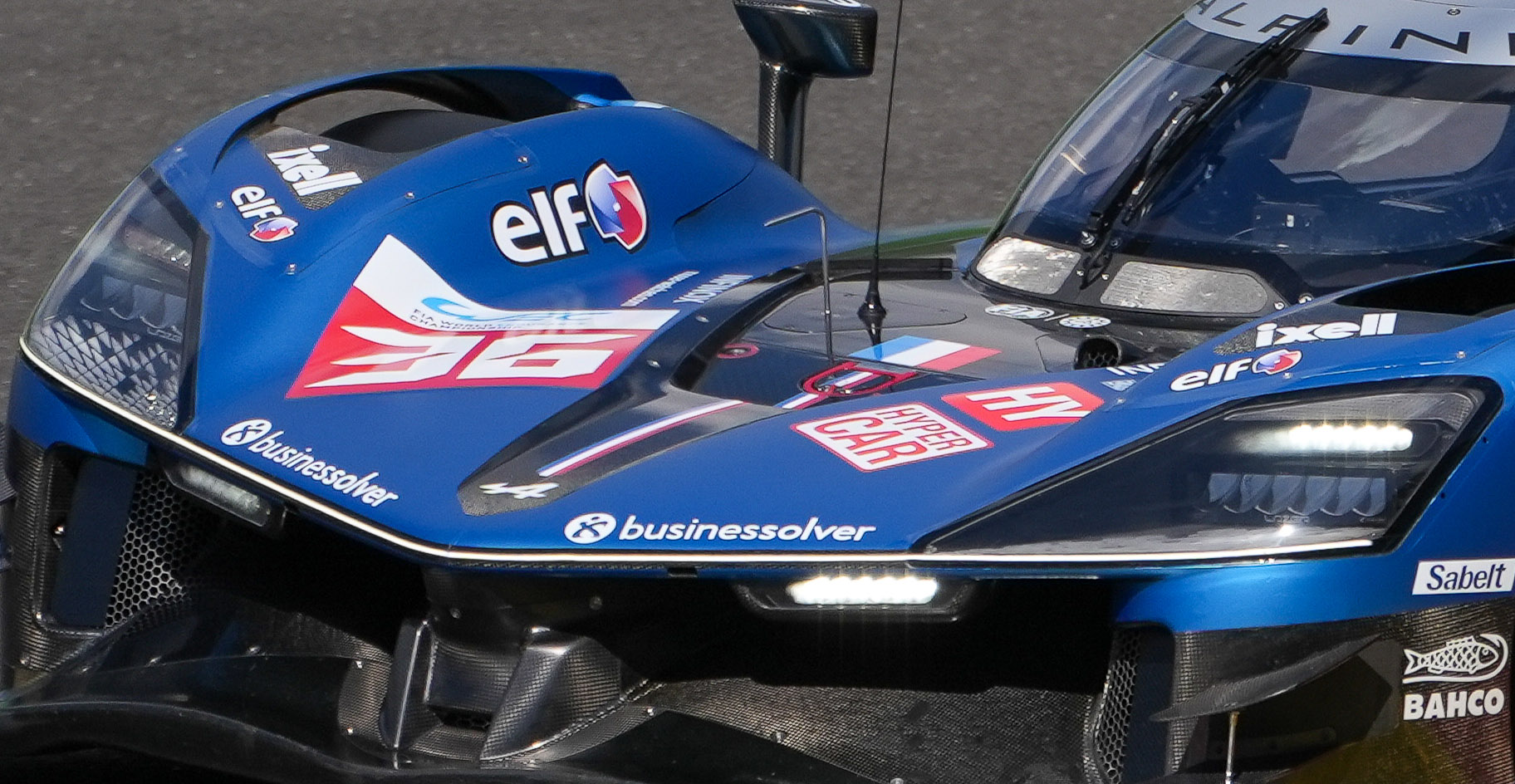
Signature lumineuse avant.
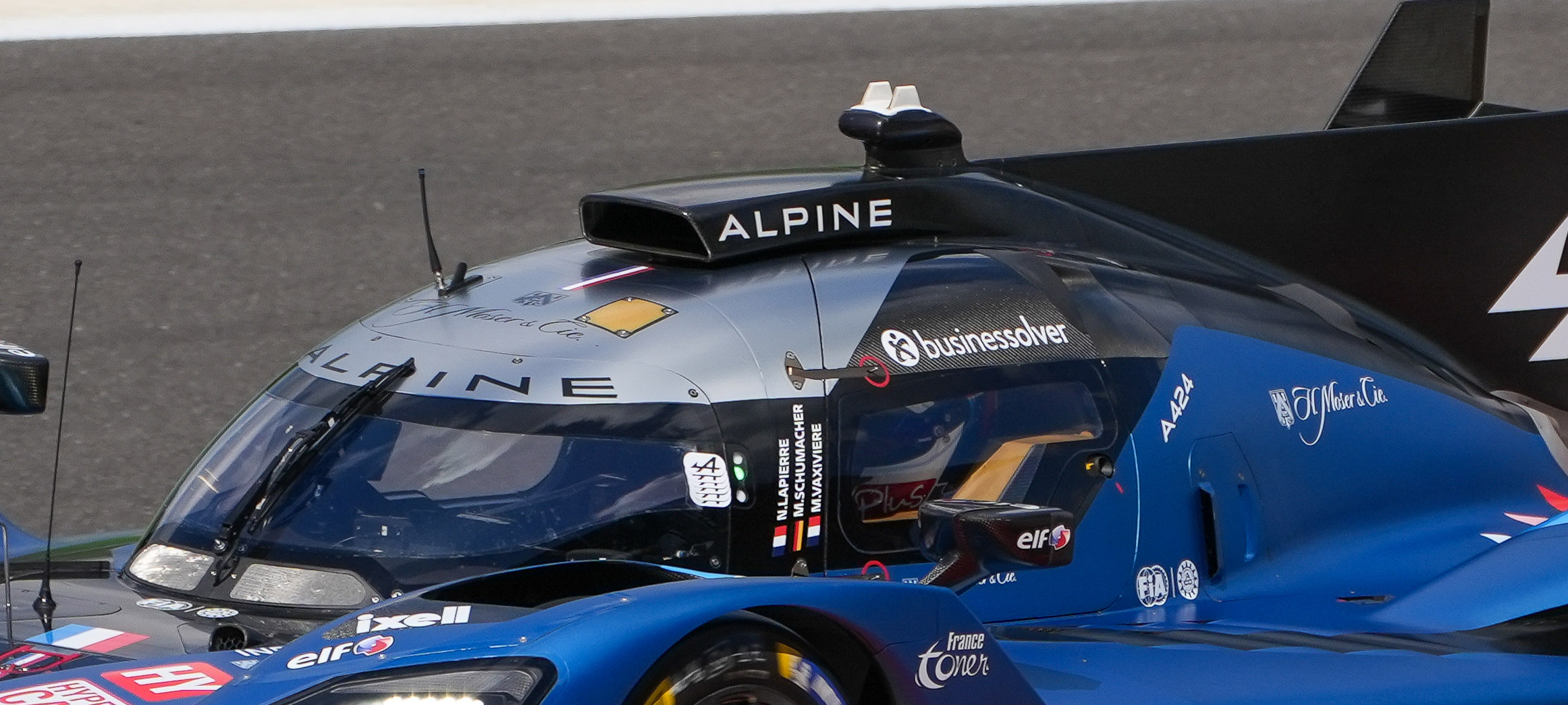
Pavillon.

- Fausse entrée d'air sur le capot.
- Drapeau français derrière la gouttière de vitre arrière.

Comme dans l'Alpenglow Concept, le conducteur est placé au centre de la voiture. Des deux côtés, deux sièges sont installés en position plus reculée. « Toute la voiture est dessinée autour de ce poste de pilotage », précise Antony Villain.

### Alpine A390
L'Alpine A390, premier SUV d'Alpine, reprend lui aussi des éléments stylistiques de l'Alpine Alpenglow. Ce SUV constitue le second modèle du Dream Garage.

Différentes vues de l'A290
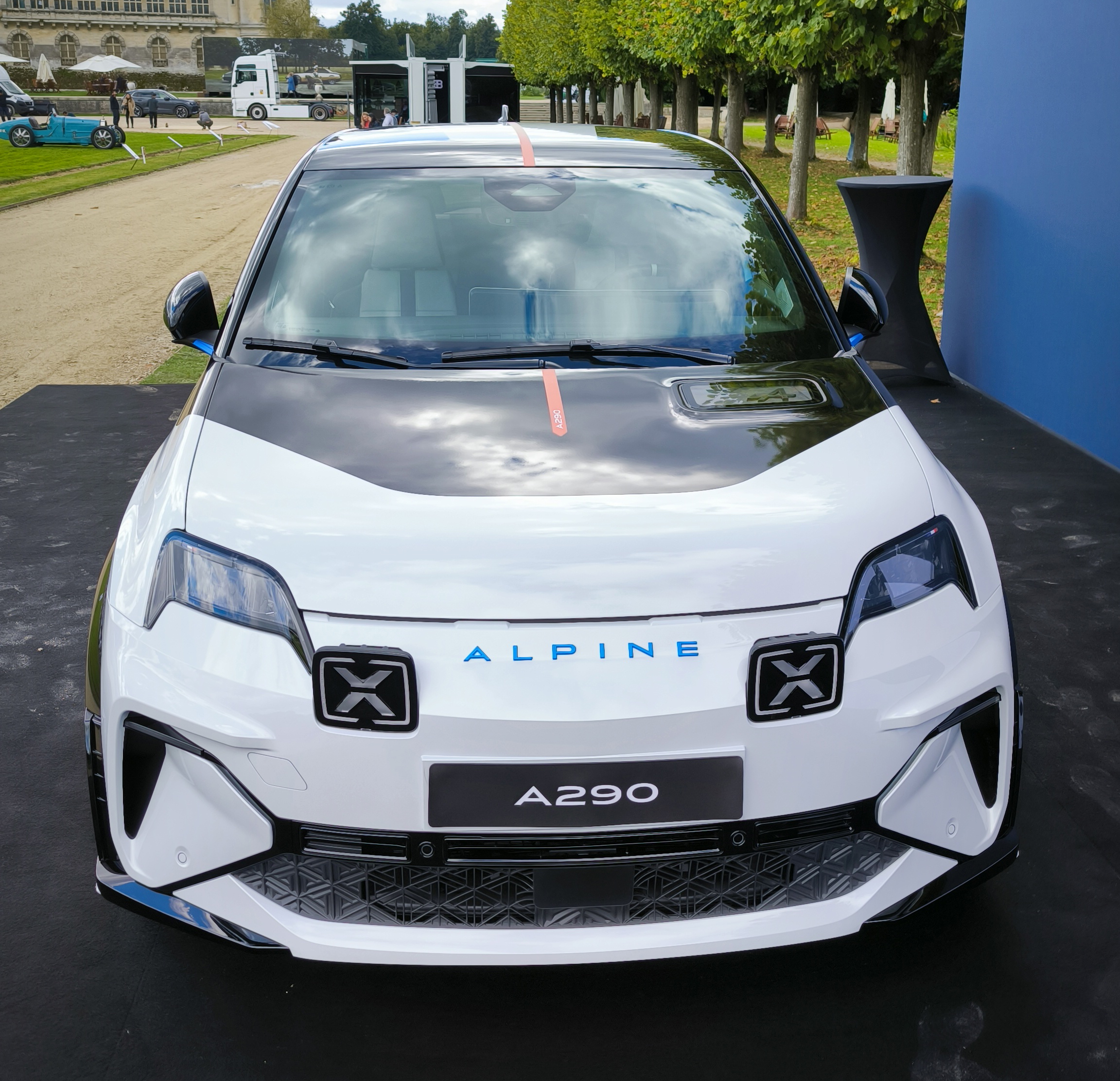
Différentes vues de l'A390
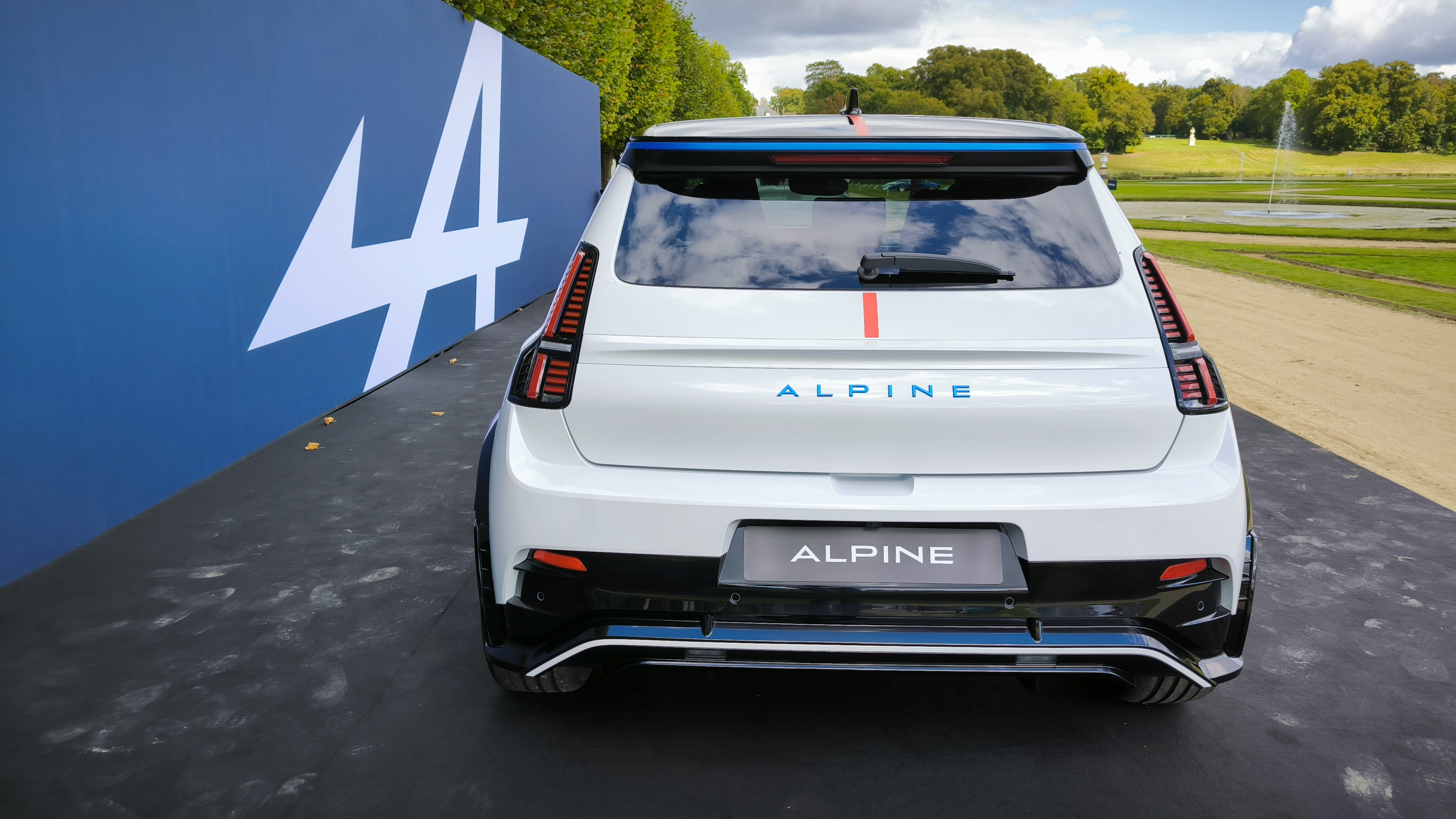
Vue de l'avant.
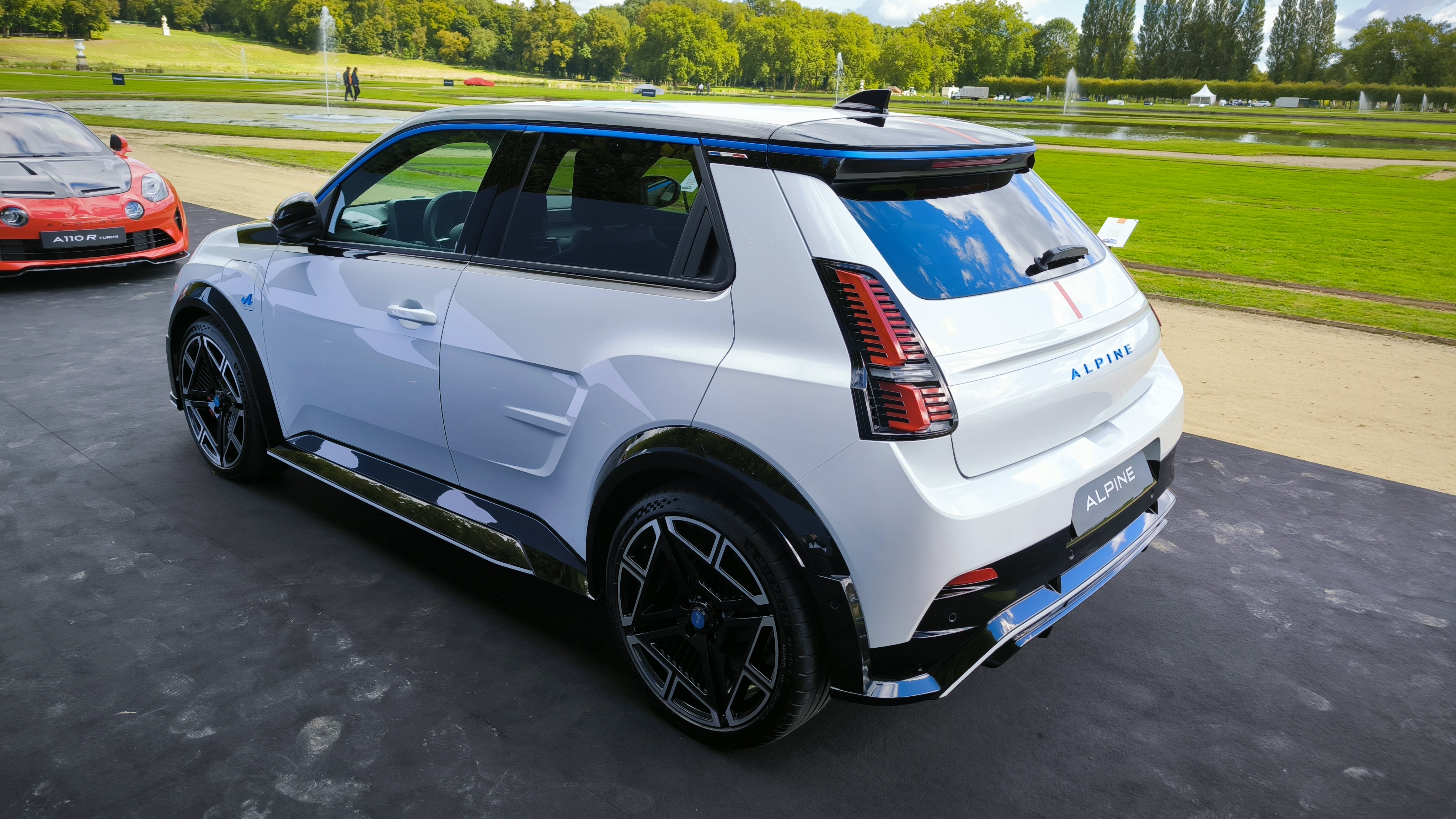
Vue du profil.
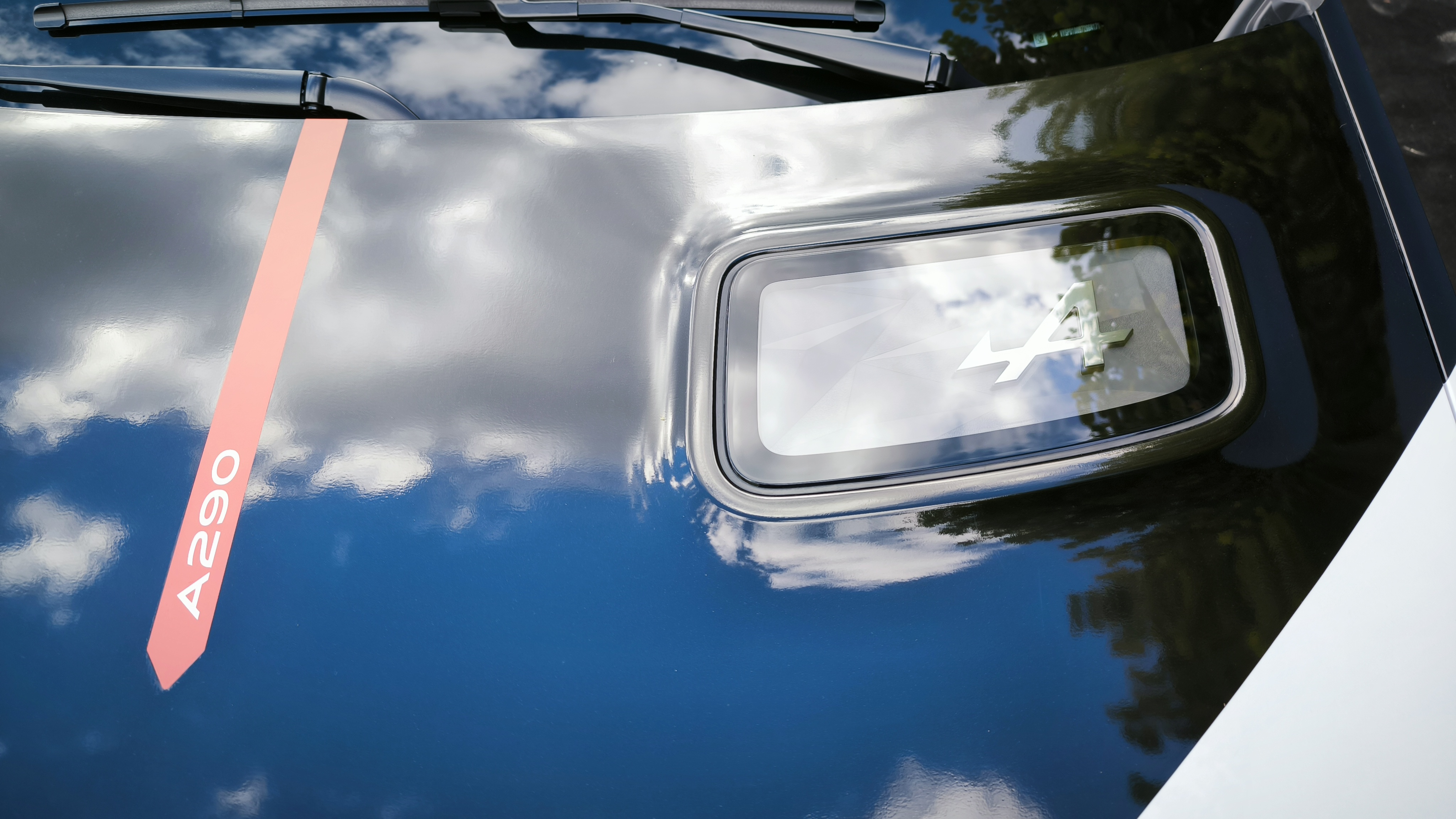
Fausse entrée d'air sur le capot.
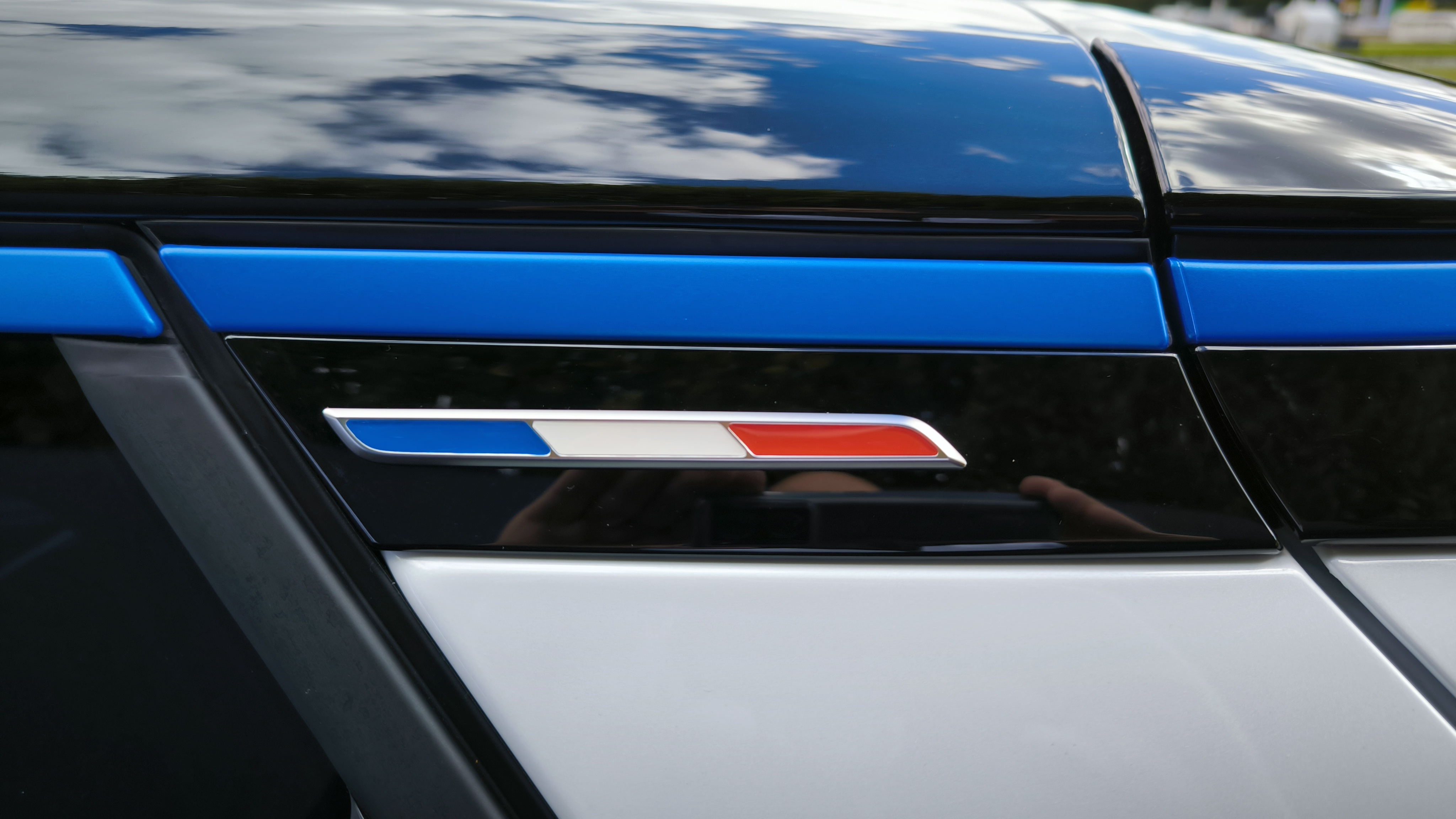
Drapeau français derrière la gouttière de vitre arrière.

- Vue de l'arrière.
- Signature lumineuse avant.

L’Alpine A390 reprend plusieurs éléments du concept Alpenglow, notamment la signature lumineuse en triangles (“Cosmic Dust”), le profil fastback, le bandeau LED arrière rétractable façon “Long Tail” et certains traits aérodynamiques comme les écopes latérales et le flying bridge sur le capot. Le design global conserve environ 85 % de l’esthétique du concept A390_β, lui-même dérivé de l’Alpenglow,.